# Oostfront (Tweede Wereldoorlog)
Het Oostfront was tijdens de Tweede Wereldoorlog, vanuit het Duitse perspectief, de naam voor het toneel van oorlogshandelingen in Centraal- en Oost-Europa, vanaf 22 juni 1941 tot 9 mei 1945. In de geschiedschrijving van de Sovjet-Unie en Rusland wordt het het westelijk front genoemd.  Het Oostfront is berucht vanwege de vele levens die het geëist heeft en de excessen die sterk het beeld ervan bepaalden. Gebeurtenissen die zich aan het Oostfront afspeelden waren onder andere Operatie Barbarossa en de Vervolgoorlog. Het wordt beschouwd als het beslissende strijdtoneel van de gehele Tweede Wereldoorlog en de grootste militaire confrontatie uit de wereldgeschiedenis. De berekende aantallen slachtoffers lopen uiteen en benaderen de dertig miljoen.

## Voorgeschiedenis
Op 23 augustus 1939 sloten nazi-Duitsland en de Sovjet-Unie het Molotov-Ribbentroppact, een niet-aanvalsverdrag. In de geheime protocollen van het verdrag werd Oost-Europa in een Duitse en een Sovjet invloedssfeer verdeeld. Dit verdrag gaf Hitler de vrije hand om anderhalve week later, op 1 september 1939, Polen binnen te vallen. De Sovjet-Unie viel op 17 september het oosten van Polen binnen. De Duitse Wehrmacht en het Rode Leger trokken op tot de Curzon-linie, de demarcatielijn die in het Molotov-Ribbentroppact was overeengekomen. Hitler had gehoopt dat de Entente (het bondgenootschap tussen Frankrijk en het Verenigd Koninkrijk) na de val van Polen snel vrede zou sluiten. Toen dat niet gebeurde, stelde het niet-aanvalsverdrag Duitsland in staat zijn pijlen te richten op een aanvalsoorlog in het westen, de Slag om Frankrijk tegen Nederland, België, Luxemburg en Frankrijk; de Sovjet-Unie op zijn beurt voerde oorlog met Finland en bezette Estland, Letland en Litouwen in juni 1940.
De betrekkingen tussen beide landen werden echter steeds meer gespannen, mede doordat Hitler de Balkan voor Stalin afsloot door Hongarije, Roemenië en Bulgarije toe te laten treden tot de asmogendheden. Nadat met de nederlaag en bezetting van Frankrijk in juni 1940 de Entente was weggevallen (de Britten hadden in de Slag om Engeland een Duitse invasie voorkomen en weigerden nog steeds vrede te sluiten) waren Duitsland en de Sovjet-Unie natuurlijke rivalen geworden in de strijd om de hegemonie in Europa. Al in de zomer van 1940 besloot Hitler de Sovjet-Unie te veroveren, ondanks het feit dat de Wehrmacht zijn legeropbouw nog lang niet had voltooid en de Duitse wapenindustrie een grote achterstand had op die van de Sovjet-Unie. Hij meende dat de (tot zijn eigen verrassing) in mei 1940 zeer succesvol gebleken tactiek van de blitzkrieg een overwinning in het Oosten garandeerde. Met een campagne tegen de Sovjet-Unie hoopte hij niet alleen een gevaarlijke concurrent uit de weg te ruimen maar ook de Britten tot een vergelijk te dwingen en een welhaast onuitputtelijke bron van olie, grondstoffen, graan en arbeidskracht te verwerven, waardoor zijn rijk geostrategisch onkwetsbaar zou worden. Duitslands agressieve plannen leidden al snel tot diplomatieke spanningen, onder een volgehouden façade van vriendschap.
Molotov, de Sovjetminister van Buitenlandse Zaken, wilde weten waarom Duitsland zo'n interesse had in Turkije en de Balkan. Von Ribbentrop, de Duitse minister van Buitenlandse Zaken, was bezorgd om de Duitse politiek en uitte zijn bezwaren tegen Hitler; niemand had ooit zo'n toon aan durven slaan tegen de Führer. Met uitzondering van Heinz Guderian ondersteunden de meeste Duitse generaals echter Hitler in zijn optimistische inschatting van de Duitse mogelijkheden. De slechte prestaties van het Rode Leger  tijdens de Winteroorlog tegen Finland in 1939-1940 sterkten Hitler in zijn optimisme.
De Duitse legeropbouw in Polen kon niet geheim blijven en al in de herfst van 1940 begon men zich in de Sovjet-Unie af te vragen hoe een adequaat antwoord gevonden zou kunnen worden op de Duitse dreiging. Aan de ene kant kon men haast niet geloven dat Hitler het zou wagen aan te vallen, zo groot was de kwantitatieve voorsprong van het Rode Leger in getrainde mankracht, artillerie en tanks. Aan de andere kant kampte men met een oud minderwaardigheidscomplex ten opzichte van de zo bewonderde Duitse militaire professionaliteit. De snelle val van Frankrijk baarde grote zorgen en men zag terecht het potentieel van de daar getoonde nieuwe tactieken als diepere oorzaak van Hitlers zelfvertrouwen. De Sovjet-Unie had dat soort tactieken zelf al rond 1936 als doctrine gehad maar was daar later vanaf gestapt.
Na verhitte discussies bereikte men in december 1940 een nieuwe consensus en werd als partijlijn op straffe des doods dwingend opgelegd de Duitse methode van de blitzkrieg te gaan navolgen in plaats van het alternatief: de verdediging in de diepte. Men bouwde aldus direct aan de westgrens een grote strijdmacht op die in een mobiele oorlogvoering de Duitse aanval moest opvangen — of misschien zelfs voorkomen als men zou besluiten tot een preventieve aanval. Of Stalin tot dat laatste ooit het bevel heeft gegeven blijft zeer omstreden en de waarheid hierover kan niet worden aangetoond totdat de nu nog geheime archieven worden ontsloten. De meeste historici gaan er tegenwoordig van uit dat Stalin dat bevel steeds uitstelde in de hoop dat Hitler uiteindelijk toch van het offensief zou afzien. Op 22 juni 1941 was het hoe dan ook te laat.

## 1941: Operatie Barbarossa

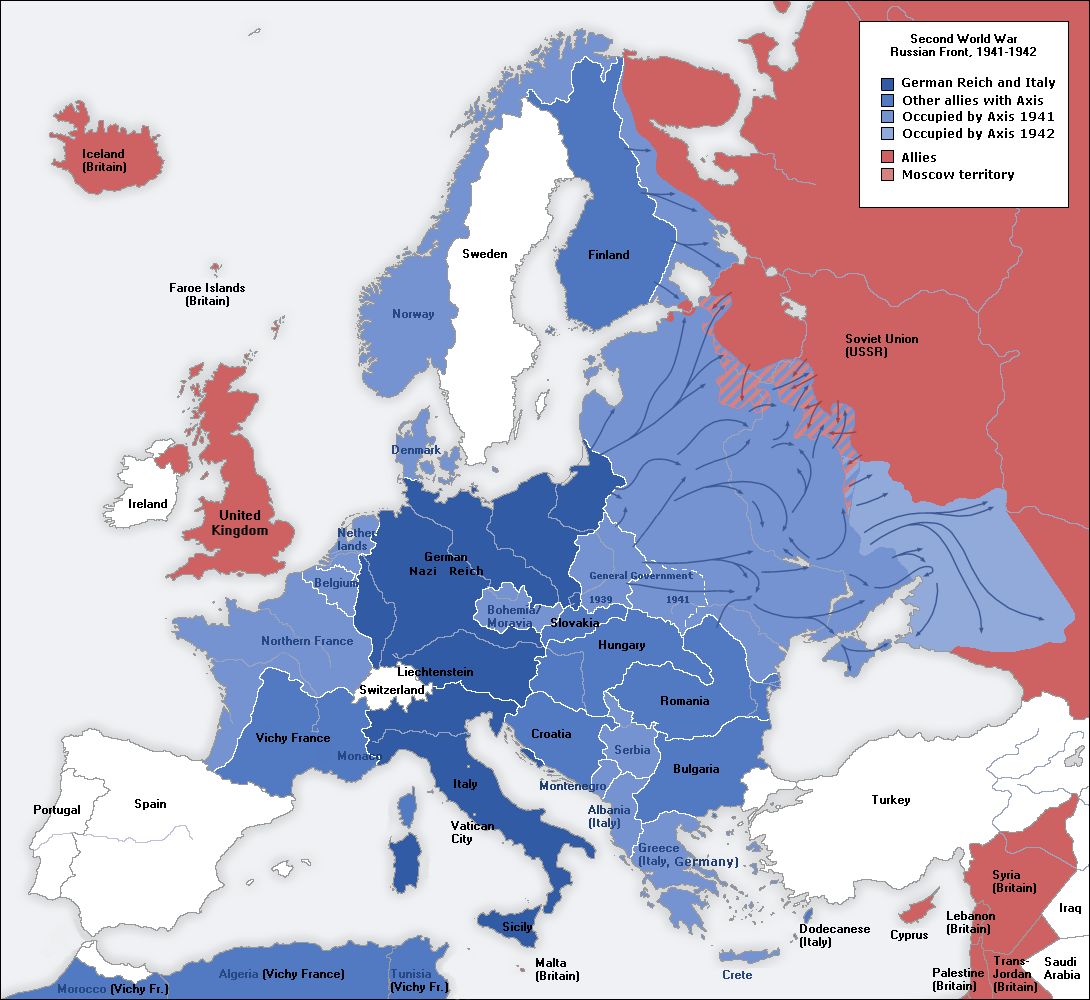
Duitse opmars 1941-1942

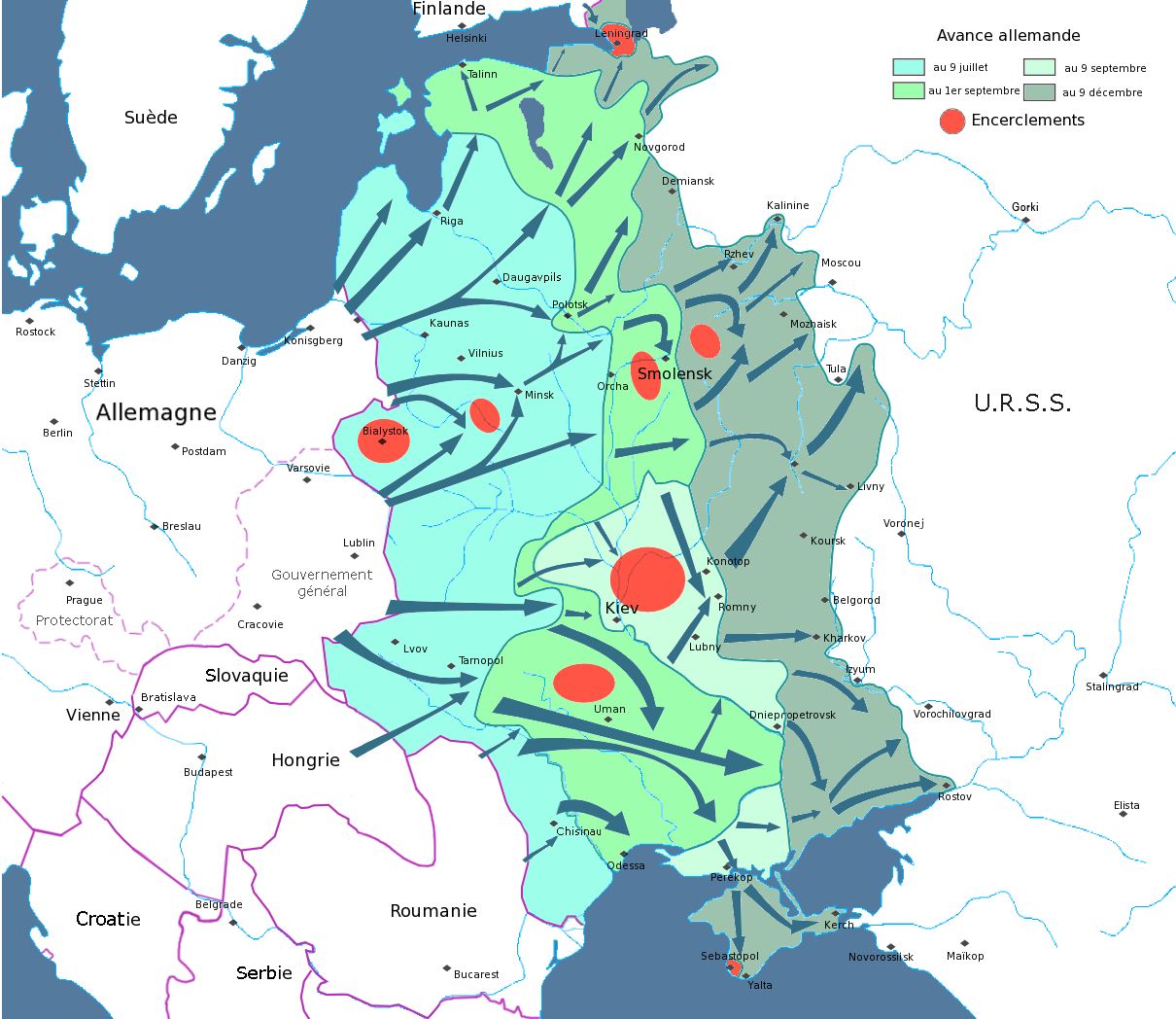
Operatie Barbarossa: de Duitse opmars in 1941 met in rood grote omsingelde Sovjetlegergroepen

Nadat, als gevolg van Operatie Marita, in het voorjaar van 1941 Joegoslavië en Griekenland waren bezet en opgedeeld onder de asmogendheden, richtte de gehele oorlogsmachine van de As zich op de Sovjet-Unie. Meer dan drie miljoen Duitse manschappen, ingedeeld in 150 divisies met in totaal 3300 tanks en 2700 vliegtuigen, wierpen zich in de strijd. De Duitse legers waren verdeeld over drie legergroepen: Heeresgruppe Nord, Heeresgruppe Mitte en Heeresgruppe Süd. Die moesten het opnemen tegen de 2,8 miljoen Sovjetsoldaten van de grenslegers, ondersteund door 15.000 tanks en 8.000 vliegtuigen.
De strijd aan het Oostfront begon toen de Wehrmacht op 22 juni 1941 in strijd met het niet-aanvalsverdrag de Sovjet-Unie binnenviel, samen met de Finse, Roemeense, Hongaarse en Slowaakse legers. Dit offensief had als codenaam "Operatie Barbarossa". Het doel was om vóór de inval van de modderperiode, midden oktober, alle gebieden ten westen van de Wolga te bezetten. Operatie Barbarossa was in de eerste weken een groot succes voor de Duitsers. De beslissing van de Sovjetlegertop om de nieuwe Duitse tactieken te gaan imiteren bleek een rampzalige vergissing. Tijdens de Grote Zuivering in de jaren ervoor was een belangrijk deel van het officierenkorps uitgemoord; de leiderschapskwaliteiten waren hierdoor gedaald en men had verleerd zelf het initiatief te nemen, terwijl juist een snelle flexibele bevelvoering tegen de Duitsers een absolute noodzaak was. Het Rode Leger bleek niet in staat met succes een bewegingsoorlog te voeren. De pantserreserves van de Sovjet-Unie werden uiteengeslagen, haar infanterielegers omsingeld en vernietigd. Binnen een maand hadden de Duitsers de Baltische Staten bezet en waren opgerukt tot de lijn Smolensk – Kiev.
Het hele Duitse offensief was gebaseerd op de veronderstelling dat de opmars hierna alleen maar sneller zou verlopen doordat de vijandelijke weerstand ineen zou storten. Zoals Hitler het zelf uitdrukte:
"We hoeven alleen maar de deur in te trappen en heel het verrotte bouwwerk stort in elkaar".
Nu bleek dat dit een veel te optimistische inschatting was geweest. De Sovjetgrenslegers vormden maar de helft van de primaire mobilisatiecapaciteit. Eind juli vormden zich weer enorme Sovjetlegers: aan het noorden bij de rivier de Loega; in het midden bij Smolensk en het in het zuiden bij Kiev. Dit enkele feit betekende al dat de hele Duitse campagne in wezen mislukt was, want om deze nieuwe legers te verslaan moest eerst herbevoorraad worden en dat schopte het tijdschema van de opmars in de war. Het was onmogelijk geworden de Sovjet-Unie in 1941 een beslissende nederlaag toe te brengen. Dat betekende dat voor Duitsland zelfs de totale nederlaag dreigde als men er niet in zou slagen genoegen te nemen met de al veroverde Lebensraum en vrede te sluiten. Men verkeerde echter in zo'n overwinningsroes dat een objectieve inschatting van de situatie onmogelijk bleek.
Hitler wees een vredesaanbod van Stalin van de hand en besloot tot het uiterste te gaan om zo veel mogelijk doelwitten te bezetten, iets waarin hij door de Duitse generale staf ondersteund werd. Met de laatste voorraden versloeg Heeresgruppe Mitte na hevige tegenaanvallen rond de stad Smolensk een gedeelte van de nieuwe legers. Daarna werd de maand augustus grotendeels besteed aan het aanvullen van voorraden, een proces dat ten zeerste werd bemoeilijkt door de afwijkende spoorwijdte van het Sovjetspoornet en de door Stalin bevolen tactiek van de verschroeide aarde, waarbij alles wat de vijand van nut kon zijn, moest worden meegenomen of vernietigd. Het lukte een groot deel van de machines van de vitale wapenindustrie uit Leningrad (het hedendaagse Sint-Petersburg) en Charkov te evacueren naar nieuwe industriegebieden ten oosten van de Oeral.
Door de logistieke problemen was het voor de Duitsers onmogelijk geworden om opnieuw over het gehele front in het offensief te gaan: juni 1941 was de laatste keer dat dit Duitsland in de oorlog zou gelukken. De aanval viel uiteen in deeloperaties. Tegen de verwachting in lukte het Heeresgruppe Nord om op eigen kracht de vijandelijke stellingen in de Loegamoerassen te doorbreken. Op 8 september 1941 begonnen de Duitsers het Beleg van Leningrad. Na veel verhitte discussies werd besloten Heeresgruppe Mitte en Süd te laten samenwerken om de grote concentratie van Sovjettroepen bij Kiev te omsingelen. Eind september maakte Duitsland hiermee ruim een half miljoen krijgsgevangenen en werd Charkov veroverd (Eerste Slag om Charkov). Daarna werd begin oktober Operatie Typhoon begonnen, de aanval op Moskou. Opnieuw werden honderdduizenden soldaten van het Rode Leger gevangengenomen, doordat men zich nog te lineair verdedigde in plaats van in de diepte. Voor een Duitse eindoverwinning was het nu echter te laat: de zomer was voorbij. Midden oktober daalden de temperaturen. De onverharde wegen van Rusland veranderen door de herfstregens in onbegaanbare modderbanen. Vrijwel onmiddellijk liep de opmars vast door gebrek aan bevoorrading. Eind november werd de conditie van het wegennet weer wat beter door de eerste vorst. De generaals te velde wilden nu zo sterk mogelijke verdedigingsposities innemen en zo veel mogelijk de voorraden brandstof en munitie op peil brengen. Het opperbevel besloot echter tot een allerlaatste krachtsinspanning om althans Moskou te veroveren om zo het vijandelijke spoornet te ontregelen.

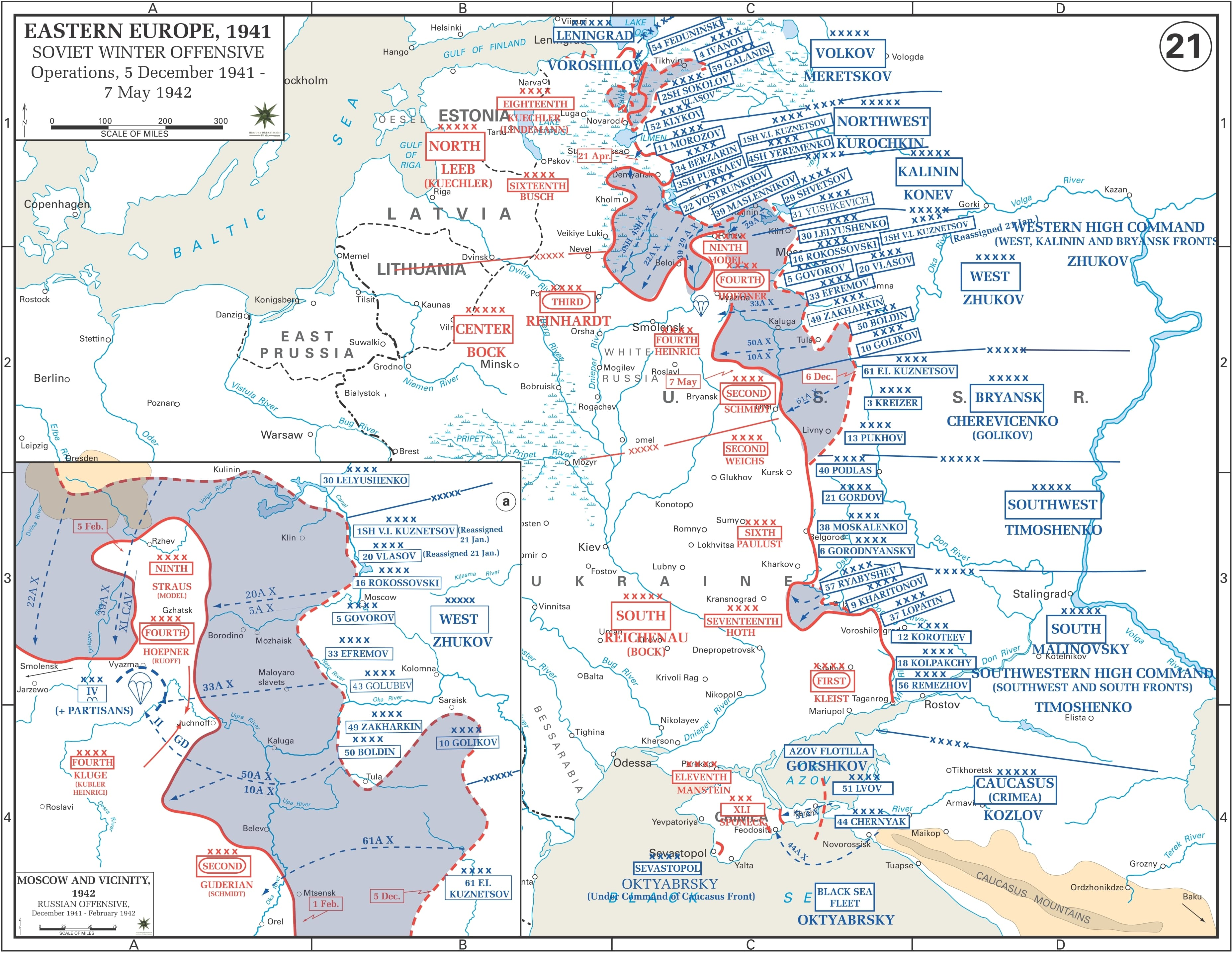
Het Sovjettegenoffensief in de winter van 1942

Begin december was men, vrijwel uitgeput, tot op enkele kilometers van Moskou geraakt. Hier begon echter de serieuze tegenstand. Zoals Napoleon voor hem, kreeg Hitler te maken met de veerkracht, de vaderlandsliefde van de Russen en de terreur van Stalin jegens de eigen bevolking die de Russen tot het uiterste dreef. Bovendien kreeg Hitler te maken met een onverwachte vijand: de Russische winter, die dat jaar ongemeen streng was. Hij had verwacht dat de Sovjet-Unie zou capituleren voordat de winter aanbrak. Door de slechte algemene bevoorradingssituatie hadden alleen de hoognodige goederen naar het front vervoerd kunnen worden. Winterkleding viel hier niet onder en was bovendien alleen geproduceerd voor het beperkte aantal bezettingsdivisies die men na 1941 dacht nodig te hebben. De soldaten konden enkel door plundering aan extra kledingstukken komen. Er was een zeer groot aantal bevriezingsslachtoffers; ook viel veel materieel uit omdat ook smeerolie bevroor.
De Russen lanceerden op 5 december een offensief met twee verse Siberische legers ten noorden en zuiden van Moskou en dreven Heeresgruppe Mitte op sommige punten meer dan tweehonderd kilometer terug. Slechts met uiterste inspanning wisten de Duitsers de opmars van het Rode Leger in te dammen. In het noorden vonden de Russen genoeg kracht om enkele aanvallen uit te voeren waarbij de strategisch belangrijke stad Tichvin heroverd werd, zodat over het bevroren Ladogameer veel proviand vervoerd kon worden naar het belegerde Leningrad. In het zuiden werd de stad Rostov, de poort naar de olievelden van de Kaukasus, na hevige gevechten door de Wehrmacht opgegeven. Belangrijker dan het verloren terrein was het feit dat de mankracht van het Duitse leger voor het eerst in de oorlog flink werd aangetast. De frontsterkte viel terug van 3,2 naar 2,4 miljoen man. De hele winter door waren er gevechten zodat herstel moeilijk was. De opleidings- en productiecapaciteit was ook niet ingericht op het volhouden van een langdurig conflict en tot overmaat van ramp verklaarde Hitler in december de Verenigde Staten van Amerika de oorlog.
Behalve direct aan het front ontplooiden de Duitsers ook daarachter activiteiten. De oorspronkelijke opzet was gericht geweest op economische onderwerping, met als gevolg een uithongeren van de stedelijke bevolking doordat het voedselsurplus naar Duitsland gevoerd zou worden — het informele Hungerplan — en het onmiddellijk uitroeien van alle ongewenste elementen zoals Joden en communisten. Hiervoor werden onder andere SS-Einsatzgruppen ingezet maar ook vaak normale Wehrmachteenheden. Aan de Jodenvervolging nam de plaatselijke bevolking vaak met groot enthousiasme deel. Dat enthousiasme was er onder de Baltische volkeren en de Oekraïners ook voor de inval als geheel: men was blij van Stalin verlost te zijn en verwelkomde de Duitsers aanvankelijk als bevrijders. Hitler verbood echter hierop in te gaan; de Slaven werden immers allen beschouwd als Untermenschen. Weldra bekoelden de verhoudingen tussen de Duitsers en de bevolking in de bezette gebieden; na 1941 was er een sterk toenemende activiteit van partizanen, vooral in de bossen van Wit-Rusland; hele gewesten waren daar in feite niet onder Duitse controle: de "partizanenrepublieken". De Duitsers hadden simpelweg niet de mankracht om de uitgestrekte gebieden te zuiveren. Het veroverde gebied leverde nauwelijks genoeg voedselsurplus op om het Duitse leger te voeden en ook in andere opzichten kostte het meer dan het opbracht. Met grote investeringen lukte het om de essentiële nikkelmijnen aan de gang te houden. Het aantal slachtoffers aan Sovjetzijde was meteen heel groot; niet alleen door de oorlogshandelingen en de wreedheden tegen de burgerbevolking maar vooral doordat men niet in staat bleek de vele krijgsgevangenen te voeden, waardoor honderdduizenden van hen verhongerden. De drie miljoen krijgsgevangen Sovjetsoldaten die zo binnen acht maanden (1941-1942) in het bezette gebied werden uitgeroeid, zouden echter nog in aantal worden overtroffen door de burgerslachtoffers die uiteindelijk in het bezette gebied door de oorlogsdruk, de Holocaust, deportatie, tewerkstelling, ziekte en hongersnood zouden omkomen: zeker meer dan veertien miljoen.

## 1942

### Fall Blau

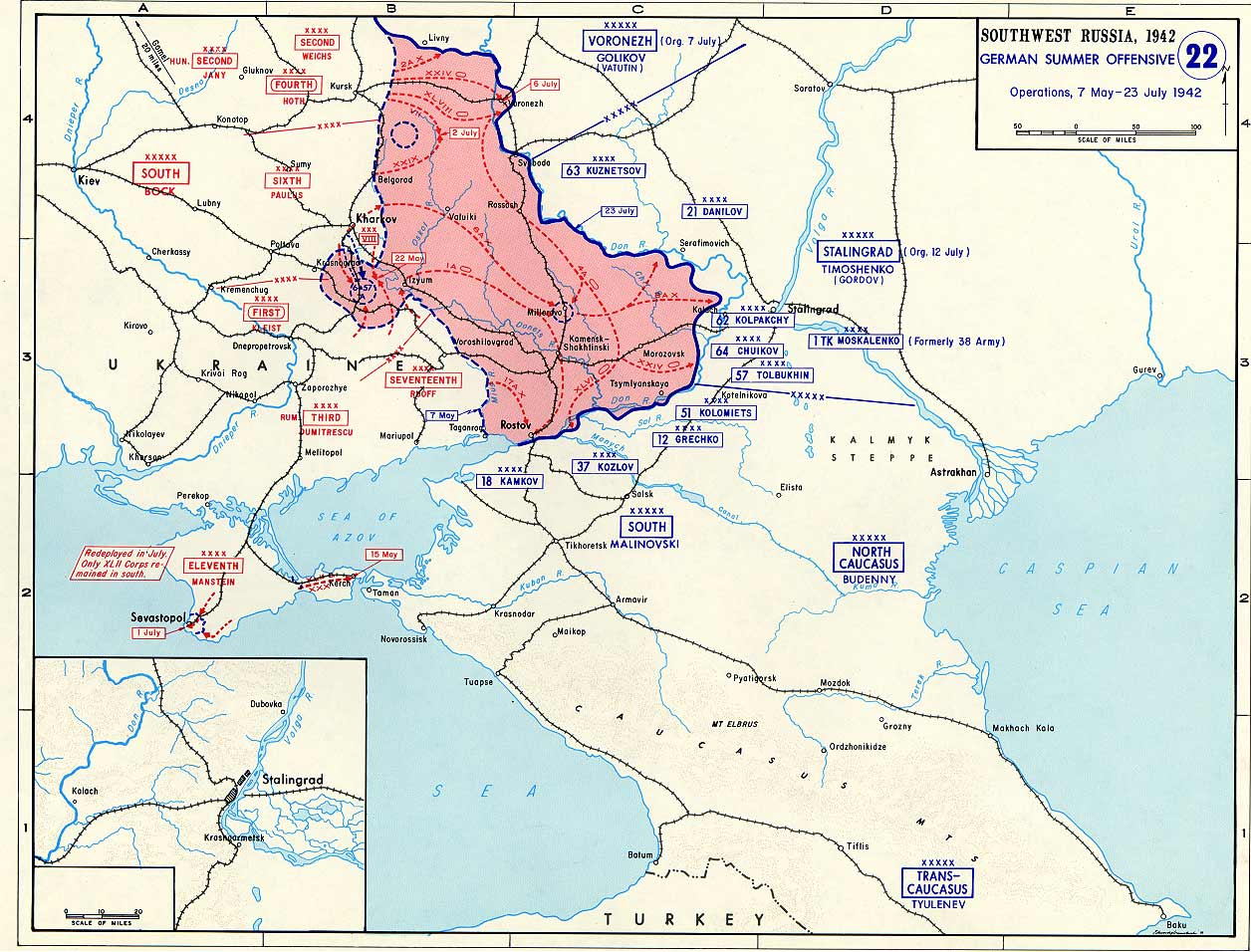
De Duitse opmars in de zomer van 1942 naar de Don

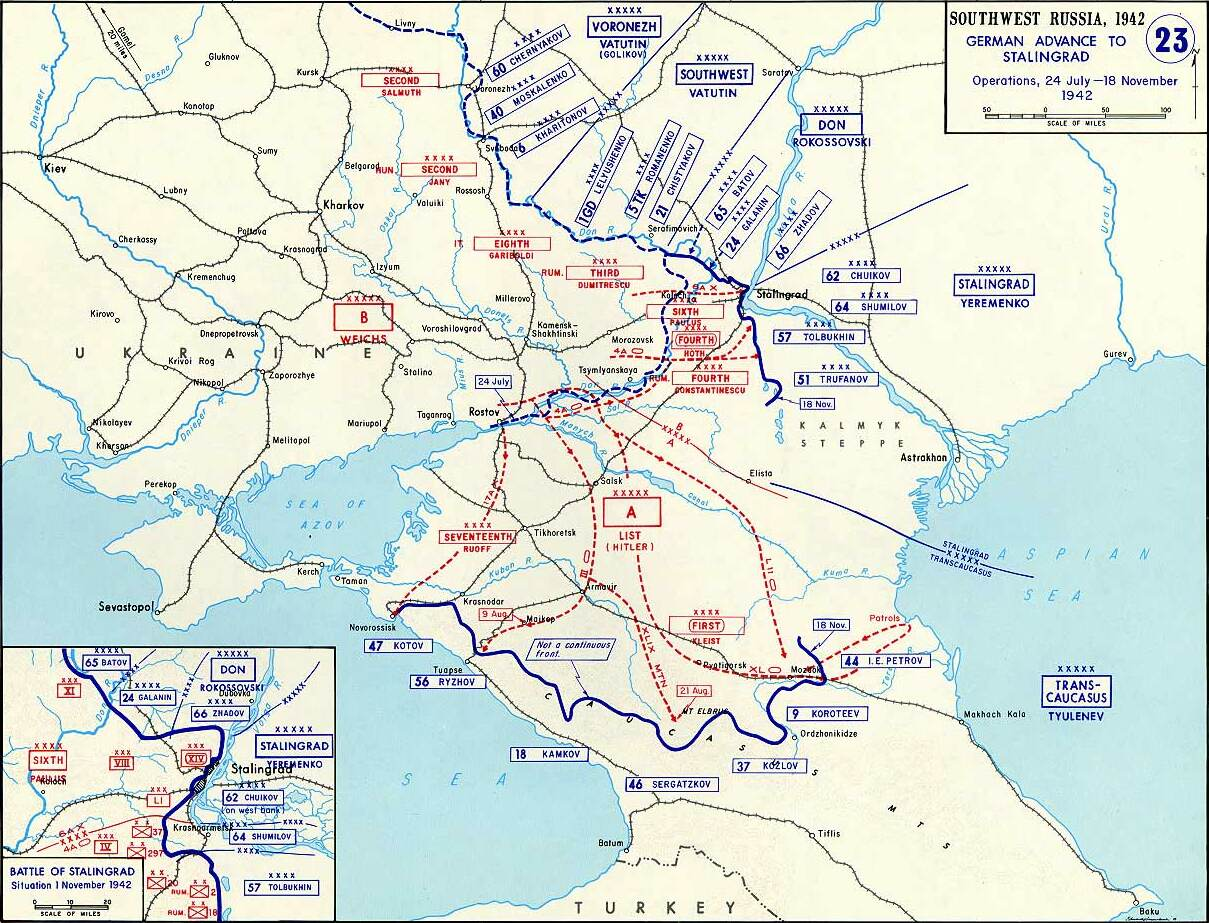
De Duitse opmars naar de Kaukasus

Na de winter van 1941-1942 verkeerde het Duitse leger in een slechte toestand. De munitievoorraden waren laag en de meeste divisies zwaar onder sterkte. Van een hervatting van het offensief over de volle breedte van het front kon geen sprake zijn. De veldtocht tegen de Sovjet-Unie zou alsnog tot een goed einde gebracht kunnen worden door een offensief direct in de richting van Moskou om zo het Russische "hartland" te bezetten. Het Sovjetopperbevel, het Stavka, dacht dat de Duitsers — waarvan men de sterkte flink overschatte — dat ook van plan waren en concentreerde daar de meeste troepen. Hierdoor werd het erg twijfelachtig of zo'n offensief zou gelukken. Er was echter ook een alternatief dat veel minder risico's leek op te leveren. Ten noorden van de Kaukasus liggen uitgestrekte landbouwgebieden en de streek was zelf de belangrijkste bron van aardolie.
Omdat de zuidelijke sector van het front slecht door het Rode Leger bezet was kon een geconcentreerd offensief, aangeduid met de codenaam Fall Blau en uit te voeren door het zestigtal divisies dat men wel op sterkte kon brengen, daar eenvoudig doorbreken waarna deze gebieden door een snelle opmars door pantsertroepen konden worden bezet. Een nadeel was dat daardoor de frontlijn enorm zou worden verlengd. Om dit te ondervangen dwongen de Duitsers Roemenië, Hongarije en Italië om hele legers in te zetten teneinde de flanken van de Duitse opmars te dekken. Door het verlies van aardolie en graan zou de Sovjet-Unie misschien indirect op de knieën gedwongen worden — en in ieder geval waren het zaken die Duitsland zelf erg hard nodig had om een grote oorlogseconomie op te bouwen zodat het een wereldmacht kon worden die het defensief tegen de Sovjets en Amerika zou kunnen bolwerken.
In mei speelden de Sovjets de Duitsers in de kaart door hun pantserreserves in het zuiden in te zetten bij een groot offensief om Charkov te heroveren (Tweede Slag om Charkov). Na een aanvankelijke doorbraak mislukte dat en de Duitsers konden in juli eenvoudig de tegenaanval inzetten. Ze rukten die maand op naar de Don. Opnieuw leek een periode aangebroken van moeiteloze overwinningen net als in de vorige zomer. Men had nu echter een derde minder tanks dan het voorafgaande jaar. Al snel stond men voor de lastige keuze waar de weinige pantserdivisies moesten worden ingezet. Hitler, die na het debacle van 1941 de operationele leiding helemaal had overgenomen, kon de verleiding van de olie niet weerstaan en stuurde de hoofdmacht naar het zuiden, in de richting van de olievelden van Majkop. Door de verre opmars raakten de voorraden echter weer uitgeput. Daarbij konden de tanks toen ze Europa's hoogste gebergte bereikt hadden niet verder. Hun aanwezigheid daar was nutteloos en ze konden in zo'n afgelegen positie hun rol als pantserreserve niet meer uitoefenen. De grote terreinwinst betekende dus meteen een aanzienlijke verslechtering van de strategische situatie.

### Slag om Stalingrad
Hitler beval daarnaast, in plaats van de Don zo veel mogelijk te versterken, een nevenaanval naar Stalingrad, het huidige Wolgograd. Die stad aan de westoever van de Wolga had een duidelijke symbolische waarde maar was ook een zeer belangrijk centrum van de oorlogsindustrie, dat bijvoorbeeld meer tanks produceerde dan alle asmogendheden bij elkaar. Verovering van deze stad zou het grondgebied van de Sovjet-Unie ten westen van de Wolga praktisch in tweeën snijden. De Duitsers waren echter niet sterk genoeg om de Wolga over te steken en zo de stad te omsingelen; men probeerde haar in te nemen door een frontale aanval, hoewel Stalingrad van over de Wolga kon worden bevoorraad. Stalin beval nu de stad tegen elke prijs te behouden en zo werd de Slag om Stalingrad een zeer bloedige uitputtingsslag die steeds meer Duitse mankracht en materieel naar zich toetrok en bond. Dat was dwaas in operationeel opzicht: men verkwistte gevechtskracht aan een prestigekwestie. Bovendien betekende het dat Heeresgruppe B, die de flank van Heeresgruppe A in de Kaukasus moest dekken, kwetsbaar werd voor een tegenaanval, omdat de flanken van de Duitse troepen in Stalingrad slechts werden gedekt door twee zwakke Roemeense legers.
Dat de hoofdmacht van het Sovjetleger rond Moskou met rust werd gelaten, betekende tevens dat een groot deel van het Sovjetmaterieel in het zuiden kon worden ingezet. De grootte van die wapenmacht begon gedurende dat jaar voor de Duitsers letterlijk onvoorstelbare vormen aan te nemen. Ze beseften niet dat, terwijl de Duitse oorlogsindustrie in 1942 met slechts 40% groeide, de Sovjetoorlogsproductie vervijfvoudigde. De primitievere Sovjetmaatschappij was het gewend om het zonder consumptiegoederen te stellen en zo kon vrijwel alle industriële productie — die als geheel niet groter was dan de Duitse — geconcentreerd worden in de zware industrie. De nieuwe productiecentra in de Oeral brachten aldus een overmacht aan tanks en artillerie voort die al even groot was als bij het begin van Operatie Barbarossa — maar nu van een veel hogere kwaliteit, zoals werd belichaamd in de T-34-tank, die beter was dan de standaard Duitse modellen.
Deze welhaast onuitputtelijke materieelreserve compenseerde de tactische en operationele zwakten die de Sovjetcommandovoering tot het einde van de oorlog zouden blijven kenmerken. Dat hun tactieken simplistisch waren maakte het echter weer mogelijk om per maand honderdduizenden rekruten zonder veel training in de strijd te werpen; hier zocht men het veeleer in de kwantiteit dan de kwaliteit. In de zomer van 1942 vond er een constante opbouw van het Rode Leger plaats rond Moskou, terwijl daar vele lokale aanvallen werden ondernomen. Doordat Hitler de totale sterkte van het Sovjetleger onderschatte, nam hij aan dat Stalingrad dus met rust zou worden gelaten en er hoogstens een secundaire aanval over de Don richting de Zee van Azov zou worden ondernomen.

Operatie Uranus

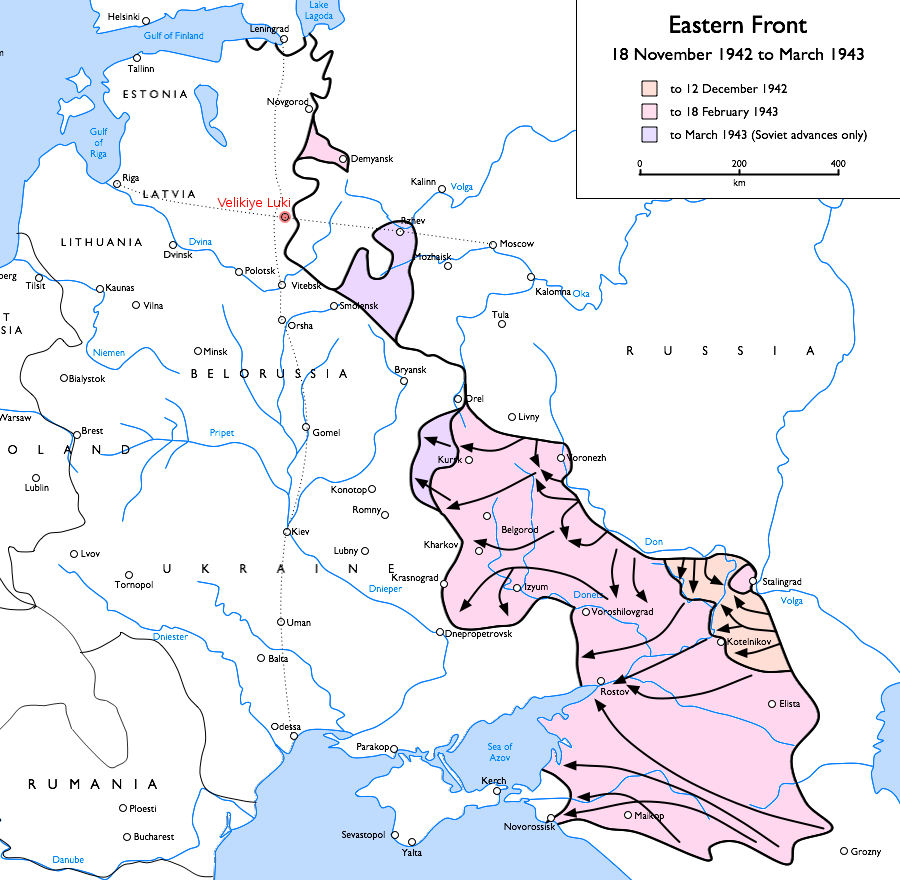
De opmars van het Rode Leger in de winter van 1943

Op 19 november sloeg de val echter dicht. In het zuiden ging Operatie Uranus van start en de Roemeense flanklegers werden door een concentrische aanval verpletterd. Het Duitse 6e Leger in de stad zelf had te weinig brandstof om aan de dreigende omsingeling te ontsnappen; een poging daartoe werd door Hitler trouwens ook uitdrukkelijk verboden. Hij was bang dat, als men zou beginnen terug te trekken, alle terreinwinst van 1942 weer verloren zou gaan en dat Duitsland nooit meer in staat zou zijn dit weer goed te maken. Men liet dus toe dat het 6e Leger in de stad werd omsloten. Pantserdivisies van Heeresgruppe A werden uit de Kaukasus teruggetrokken om de omsingeling te doorbreken. Dit mislukte echter in december, opnieuw door gebrek aan brandstof, maar ook door de weigering van Hitler om duidelijke besluiten te nemen. Nu hadden de Duitsers in het zuiden geen bruikbare mobiele reserve meer over. Door een aantal opeenvolgende aanvallen werd het Asfront steeds verder gedestabiliseerd.
Een aanval eind december richting Rostov, waarbij Roemeense troepen en het Italiaanse leger eenvoudig opzij geschoven werden, dwong tot een totale Duitse evacuatie uit de Kaukasus die op het nippertje kon worden uitgevoerd. Met moeite kon de Wehrmacht in de Koeban een bruggenhoofd tegenover de Krim behouden; echter hun troepen in Stalingrad konden nu niet meer afdoende door de lucht worden bevoorraad. Op 2 februari 1943 gaven de 90.000 overlevende Duitsers zich over, ondervoed en uitgeput. Ze hadden, inclusief de verliezen van de zomercampagne, in totaal zo'n 300.000 man verloren aan doden, gewonden en vermisten; de Sovjets waarschijnlijk minstens het dubbele. Van de krijgsgevangenen van Stalingrad zouden slechts enkele duizenden ooit hun land terugzien, sommigen pas tien jaar na de oorlog.
De Slag om Stalingrad wordt vaak zowel gezien als de bloedigste slag van de Tweede Wereldoorlog als het keerpunt van de strijd aan het Oostfront. Beide kwalificaties zijn uiterst problematisch. Het hangt van de afgrenzing in ruimte en tijd af welke deelcampagne men als "het bloedigst" moet omschrijven. De slagen van 1944 vergden op dezelfde schaal bekeken in ieder geval veel meer slachtoffers. In zekere zin was de campagne van Stalingrad het "springtij van de Duitse opmars". Verder zou men niet meer komen. In operationeel opzicht kan de slag echter niet als het beslissende keerpunt worden beschouwd; dat miskent het fundamentele belang van de mislukking van de aanval op Moskou, waarna een Duitse eindoverwinning vrijwel uitgesloten was en de zwaarte van de gebeurtenissen in de zomer van 1943, die het onmogelijk zouden maken dat Duitsland althans een effectieve verdediging kon voeren. Het psychologische en propagandistische effect van de slag was echter aan beide zijden enorm. Nog nooit eerder was een compleet Duits leger verloren gegaan. Duitslands bondgenoten begonnen in het geheim toenadering tot de geallieerden te zoeken. Pas nu drong in Duitsland in brede lagen van de bevolking het besef door dat men de oorlog weleens kon gaan verliezen.
Tot dan toe had het regime de productie van consumptiegoederen zo min mogelijk willen beperken om de bevolking tevreden te houden, nu moest het een 'totale oorlog' worden, volgens Goebbels' beruchte Sportpalastrede van 18 februari 1943. De omzetting naar een echte oorlogseconomie zou echter moeizaam verlopen. Leger en industrie vochten om de schaarse mankracht; door de massale inzet van dwangarbeid, te verrichten door arbeiders uit de bezette gebieden (de Arbeitseinsatz), hoopte men de tekorten te verzachten.
Door de val van Stalingrad kwamen vele Sovjetlegers vrij voor andere taken. Noordelijker aan de Don werden de zwakke Italiaanse en Hongaarse legers verpletterd. De hele zuidelijke helft van het front begon nu uiteen te vallen en de pantserspitsen van het Rode Leger spoedden zich onstuitbaar naar het westen richting de Dnjepr. In het noorden forceerden de Sovjets in januari een nauwe bevoorradingsroute naar Leningrad. In deze stad waren toen in totaal 300.000 militairen gesneuveld en duizenden burgers door Duitse bombardementen omgekomen. Het grote en langdurige voedseltekort eiste echter een nog veel hogere tol: één miljoen burgers waren door uithongering gestorven. Tegelijkertijd met Operatie Uranus voerden de Sovjets vanaf 25 november een nog veel groter offensief uit: Operatie Mars, gericht tegen Heeresgruppe Mitte. Men had de ambitie zo in één winter het Duitse leger te vernietigen. Deze aanval mislukte echter, maar Heeresgruppe Mitte had toch niet meer de kracht om ook nog de zuidelijke dreiging te pareren. De mankracht en het aantal tanks waren weer teruggevallen naar het lage niveau van de lente van 1942.

## 1943

### Von Mansteins Rokade

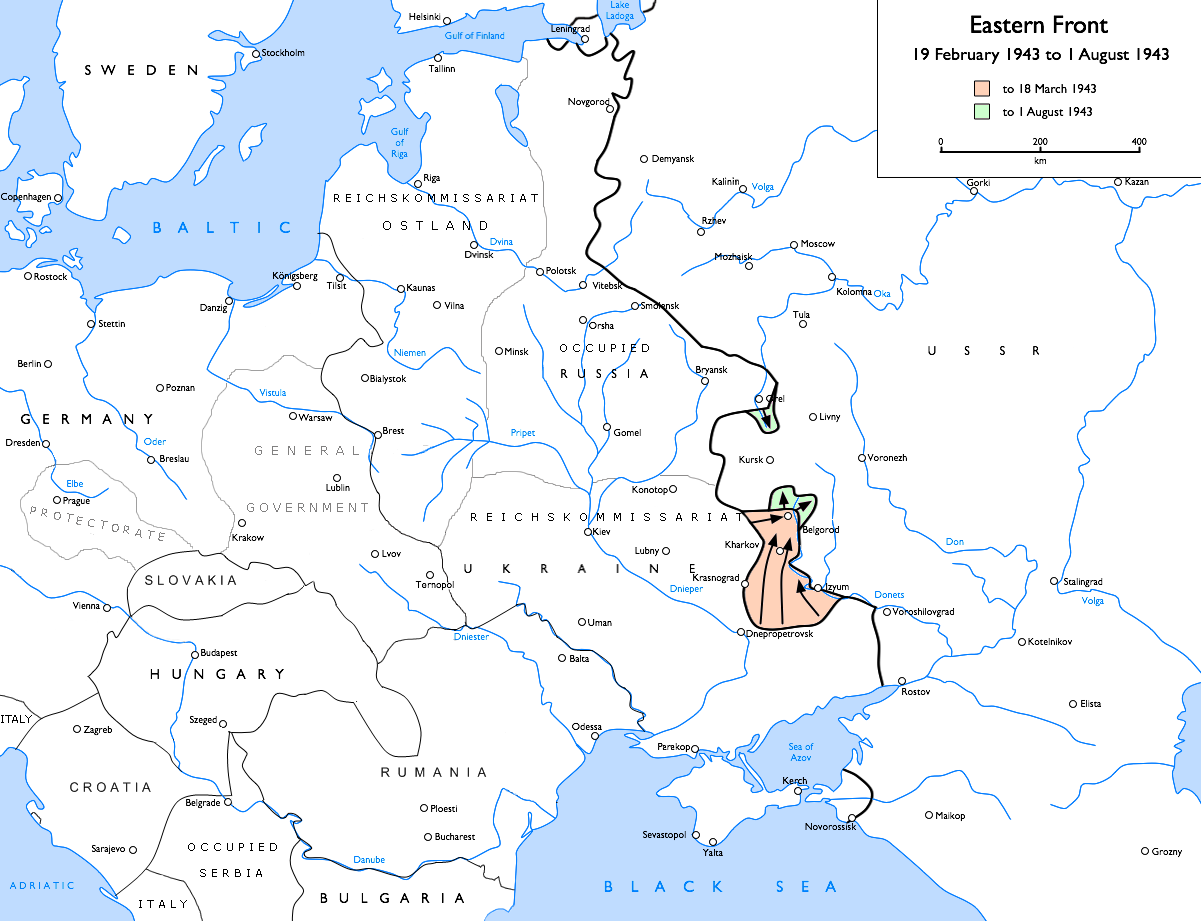
Von Mansteins tegenaanval in oranje; de pijlen geven slechts een zeer versimpeld beeld van de ingewikkelde manoeuvres.

Tijdens de crisis rond Stalingrad begon Hitler te twijfelen of het wel zo'n goed idee was geweest om als amateur zelf het operationeel bevel over het Oostfront, als Oberbefehlshaber Ost, en zelfs direct over Heeresgruppe A over te nemen. Hij gaf het commando over de nieuwe Heeresgruppe Don in handen van de briljante strateeg veldmaarschalk Erich von Manstein, in de hoop dat de pure genialiteit van de man voldoende zou zijn om het tij te keren. Von Manstein maakte echter al snel duidelijk dat hij daarvoor dan wel de nodige vrijheid van handelen moest krijgen: iets waar Hitler, beducht voor de dominante persoonlijkheid van de hautaine Pruis, voor terugschrok; hij vreesde dat Von Manstein hem op den duur als oorlogsleider zou verdringen.
In februari was er echter geen ontkomen meer aan; als er niet heel snel ingegrepen werd, dreigde een catastrofale ineenstorting van het gehele Oostfront. Toen Charkov viel, gaf Hitler Von Manstein een carte blanche. Die nam daarop alle beschikbare pantserreserves, waaronder een nieuw SS-pantserkorps dat door Hitler foutief ter verdediging van Charkow ingezet was, en zigzagde ermee over het strijdtoneel. Al schuivende — hij maakte zelf de vergelijking met de rokade uit het schaakspel — sneed hij vanaf 19 februari binnen vier weken met een aantal snelle flankaanvallen de pantserspitsen van het Rode Leger af, vernietigde deze en dreef de resten terug over de Donets, aldus de integriteit van het front herstellend en Charkow heroverend. Alleen iets noordelijker, bij Koersk, verhinderde het invallen van de dooi een soortgelijke geplande aanval, zodat daar een saillant van het Rode Leger ontstond. De Rokade van Von Manstein zou de laatste grote Duitse overwinning uit de oorlog zijn.

### Koersk

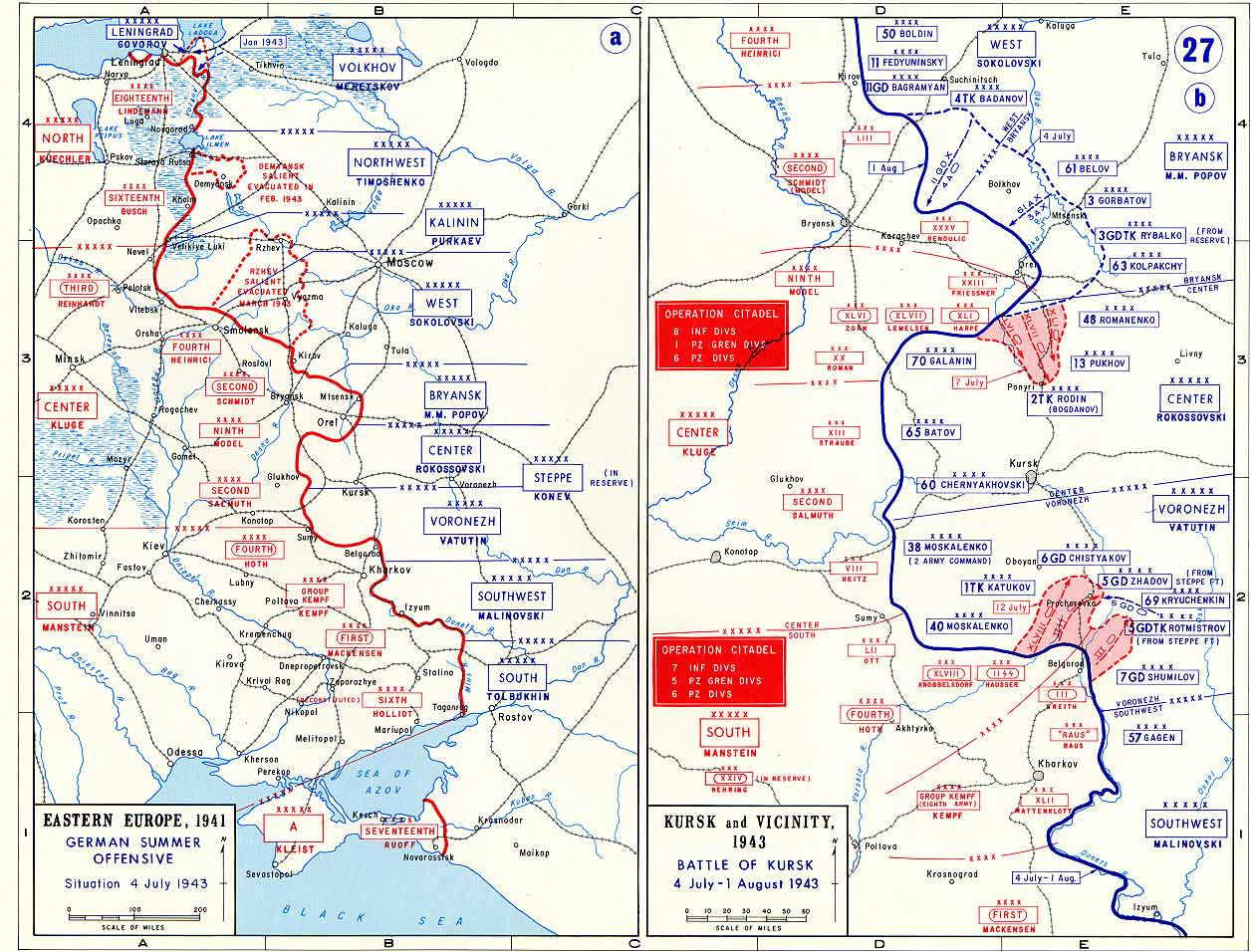
Slag om Koersk

De Duitse generale staf had het plan om als de grond weer was opgedroogd, door de uitvoering van Operation Zitadelle de saillant van Koersk alsnog te "reduceren", zodat het front daar kon worden ingekort. Een frontverkorting werd ook toegestaan aan Heeresgruppe Mitte, die zich uit zijn grote saillant voor Moskou mocht terugtrekken. Dit soort defensieve maatregelen om mankracht vrij te maken vond Hitler echter onvoldoende. Hij besefte wel dat Duitsland voorlopig in wezen een verdedigende strategie moest voeren om tijd te winnen voor de industriële opbouw, maar dat wilde hij zo agressief mogelijk doen, om de hoop op een eindoverwinning levend te houden. Anders zouden de eigen bevolking en de bondgenoten de indruk krijgen dat alle inspanningen slechts een uitstel waren van de onvermijdelijke nederlaag. Ondertussen was het Sovjetfront weer flink versterkt en de commandanten te velde meenden dus een krachtige strijdmacht nodig te hebben, zelfs voor maar een lokaal offensief. Tegelijkertijd begonnen de eerste resultaten van de industriële opbouw zichtbaar te worden in een stijgend aantal wapens, terwijl tevens een nieuwe generatie tanks op het punt stond geïntroduceerd te worden. Dit verleidde Hitler ertoe de operatie steeds langer uit te stellen.
Door het uitstel verbeterde de toestand van het Duitse leger aanzienlijk. De mankracht aan het Oostfront steeg weer tot boven de drie miljoen en er werd weer een redelijke pantsermacht opgebouwd van boven de 2000 tanks. Maar ook het Rode Leger kon zich nu herstellen. Omdat een aanval op Koersk nogal voor de hand lag, werd de saillant enorm versterkt. Een offensief had eigenlijk geen kans van slagen meer en de inspecteur-generaal van de pantsertroepen Heinz Guderian drong er bij Hitler op aan de aanval af te gelasten en geen reserves te verspillen die essentieel waren voor zowel een succesvolle verdediging in het oosten als in het zuiden tegen een geallieerde aanval op Italië. Hoewel geplaagd door grote persoonlijke twijfel zette Hitler het offensief toch door.
De op 5 juli in gang gezette Slag om Koersk eindigde in een catastrofe. Ondanks de meest geconcentreerde inzet van Duitse pantsertroepen van de hele oorlog lukte het niet om door de diepe verdedigingszone te breken. De materieeluitval liep hoog op en na een week gebruikte Hitler de Landing op Sicilië als voorwendsel om de hele operatie af te blazen, zodat er geen voordeel tegenover die verliezen stond. Dit offensief is wel omschreven als de "Dodenrit van het Duitse tankwapen"; in feite vielen de absolute verliezen echter nog mee, het schadelijkst was dat door slijtage het aantal operationele tanks met de helft verminderd was. Hierdoor was er geen pantserreserve meer beschikbaar om een Sovjetoffensief af te slaan en Stalin maakte daar onmiddellijk gebruik van. Duitsland zou nooit meer tot een groot offensief in het oosten in staat zijn; het had het strategisch initiatief voorgoed verloren – maar ook de oorlog want zelfs een afdoende verdediging bleek niet meer mogelijk.

### Vlucht naar de Dnjepr
Eind juli 1943 was het Duitse leger helemaal fout gepositioneerd om een zomeroffensief van het Rode Leger op te vangen. De grootste krachtenconcentratie bevond zich, lamgeslagen door de mislukking van het eigen offensief, rondom de saillant rond Koersk. Al snel werd die gebonden en teruggedreven door felle flankaanvallen die de Duitsers uit de "schouders" van de saillant bij Orjol en Charkov terugdreven. De zuidelijker posities aan de Donets en Mius sloegen met moeite nog een eerste offensief af maar toen een tweede poging tot een doorbraak leidde, was er geen reserve meer over om het front te stabiliseren. Over de gehele breedte van de Oekraïense sovjetrepubliek begon het Duitse leger nu terug te vallen, wat in september al snel ontaardde in een wanordelijke vlucht richting de Dnjepr, waar de vermoeide troepen bescherming hoopten te vinden achter een stroom van een mijl breed. Die hoop zou niet uitkomen. Hitler had weliswaar op 12 augustus bevolen een ondoordringbare Ostwall (de Wotanlijn) te vormen langs de rivier maar had daarvoor geen krachten willen vrijmaken, uit angst dat zijn troepen het gebied ten oosten ervan dan zonder veel strijd zouden opgeven. Ook ging hij niet in op een suggestie van Manstein en Günther von Kluge het opperbevel over de hele oorlog over te dragen aan een enkele chef generale staf. De Duitsers probeerden de industrie en landbouw van de Donetsbekken zo veel mogelijk te vernietigen, maar daarvoor ontbrak hun eenvoudig de tijd.

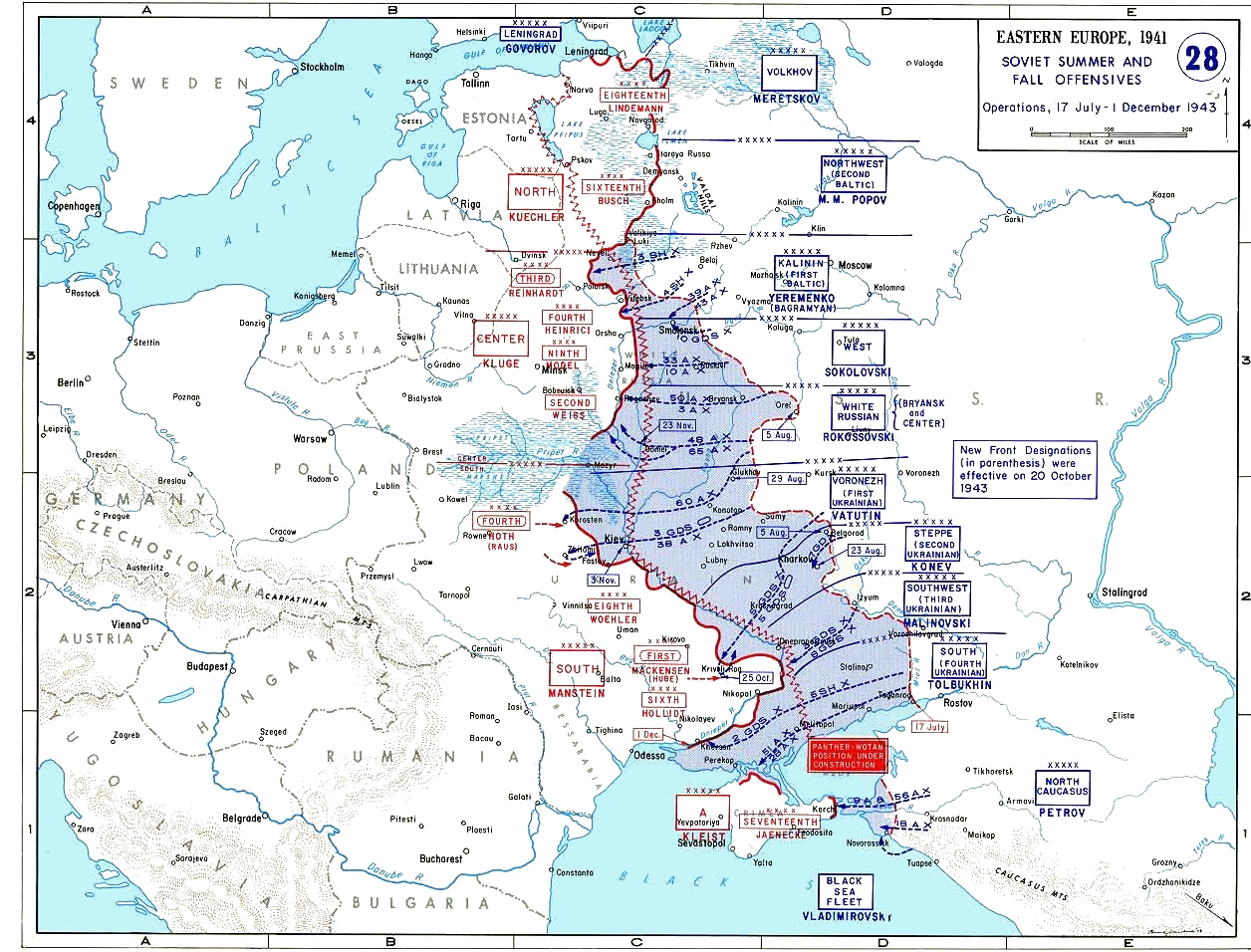
Opmars naar de Dnjepr

Doordat de rivierstelling niet tevoren versterkt was, mislukte de verdediging ervan volkomen, mede doordat de gebruikelijke herfstregens lang uitbleven. Heeresgruppe Süd was daarnaast ernstig onder sterkte, haar 37 divisies hadden gemiddeld nog maar duizend man infanterie over; de totale Duitse legersterkte aan het Oostfront was weer onder de 2,5 miljoen gevallen. Daarbij beval Hitler het 1e Pantserleger het Zaporizjabruggenhoofd te behouden, op de punt van de grote rivierboog waar de stroom scherp naar het westen draait. De belangrijkste pantserreserve in die sector werd zo in een kwetsbare positie vastgepend. Ten noorden daarvan stak de Sovjetinfanterie, vaak met de primitiefste middelen, over een breed front van 250 kilometer massaal de rivier over, langzaam naar het zuidwesten opdringend. Ten zuiden probeerde het 6e Leger een korte lijn recht naar Melitopol aan de Zee van Azov te houden maar werd eind oktober uiteengeslagen en de westelijke onderloop van de rivier overgedreven; het Rode Leger rukte zo 200 kilometer op naar de Zwarte Zee en sneed het 17e Leger op de Krim af; Hitler had een tijdige aftocht verboden. Noordelijker trok het 5e Gardetankleger bij Krementsjoeg over de rivier en ook aan beide zijden van Kiev werden bruggenhoofden gevestigd.
Opnieuw werd Von Manstein erbij geroepen om de crisis te bedwingen. Door toestemming te krijgen om enkele pantserdivisies uit Frankrijk vrij te maken, kon hij weer een tegenaanval opzetten. Die boekte echter veel minder resultaat dan de vorige. Hij wist weliswaar eerst te verhinderen dat het hele front ten zuiden van Kiev gespleten werd, zodat de toestand zich wat stabiliseerde, maar kon daarna niet voorkomen dat de stad zelf verloren ging; alleen drong hij westelijker bij Zjytomyr tot in december de vijand lokaal wat terug. Deze tegenaanvallen kostten echter weer veel tanks; van nu af aan zou de tanksterkte aan het Oostfront niet meer dan een duizendtal bedragen, terwijl het Rode Leger 6.000 tot 12.000 tanks kon inzetten, al naargelang de intensiteit van de gevechten. Dat kwam niet doordat de Duitse tankproductie steeds verder achterliep, integendeel: die groeide flink, terwijl de Sovjetproductie afvlakte. De reden lag in het besluit van Hitler om al het extra geproduceerde materieel te gebruiken voor de opbouw van een pantserreserve in Frankrijk om de verwachte invasie daar af te slaan.
Tot die tijd moest het Oostfront zo veel mogelijk terrein behouden door met de infanterie tot de laatste man stand te houden. Voor een hechte verdediging ontbrak echter de mankracht. Al in 1942 waren de infanteriedivisies tot twee regimenten teruggebracht, meestal ook nog onder sterkte, die elk gemiddeld vijftien kilometer front te houden hadden. Doorbraken konden daardoor in de regel niet voorkomen worden, waarna men maar weer naar het westen terugviel op de volgende te zwakke stelling.
Voor dit probleem was een fundamentele oplossing: het naziregime, inclusief de incompetent gebleken Hitler, opofferen aan een vrede met de westelijke geallieerden zodat alle krachten op de oostelijke hoofdvijand gericht konden worden die, nadat een laatste vredesaanbod van Stalin in mei was afgewezen, niet meer tot een vergelijk bereid was. Dit gegeven leidde tot enorme spanningen binnen het Duitse opperbevel doordat Hitler juist Von Manstein zag als de natuurlijke leider van zo'n staatsgreep door de generaals, waarvan een aantal inderdaad al jarenlang tegen hem samenzwoer. Hitler was daarom bang om Von Manstein te veel macht te geven en wilde al helemaal niet ingaan op diens eis de reserve uit Frankrijk volledig in te zetten want dat paste alleen bij een strategie die uitging van een aparte vrede met het Verenigd Koninkrijk en de Verenigde Staten. Om zijn positie tegenover het reguliere leger te versterken, liet Hitler de politiek betrouwbaardere Waffen-SS tot een concurrerend leger uitgroeien. Het oprichten van deze nieuwe divisies was echter bijzonder inefficiënt; die mankracht kon beter gebruikt worden om bestaande divisies weer op sterkte te brengen door hun professionele kern met infanterie aan te vullen.

## 1944

### Leningrad ontzet
Heeresgruppe Nord had al lange tijd onvoldoende versterkingen gehad. Om divisies vrij te maken had men een terugvalpositie voorbereid, de Pantherlinie, die haar front met de helft kon verkorten door gebruik te maken van het langgerekte Peipusmeer en verder sterker was doordat ze gedekt werd door de Narva. Voorspelbaar genoeg aarzelde Hitler met het geven van zijn toestemming voor de terugtocht. Op 14 januari 1944 werd de legergroep overvallen door een zwaar Sovjetoffensief om Leningrad te ontzetten. Na enkele dagen weerstand te hebben geboden werd men teruggedrongen en het Rode Leger maakte vanuit Leningrad weer aansluiting met het bruggenhoofd van Oranienbaum dat 28 maanden alleen over de Finse Golf bevoorraad had kunnen worden. Daarna viel op 20 januari zuidelijker Novgorod.
Verdere aanvallen dwongen de Duitsers weg van de stad; de belegering van Leningrad was eindelijk gebroken. Er vielen gaten die de legergroep niet meer met reserves kon dichten en de hele frontlinie begon uiteen te vallen. Veldmaarschalk Georg von Küchler, commandant van het 18e Leger, drong er nu bij Hitler op aan onmiddellijk op de Pantherlinie terug te vallen. Die liet hem daarop vervangen door Walter Model. Het lukte deze het front weer te stabiliseren, maar een enthousiast plan om met een tegenoffensief weer naar de Loega op te rukken leek zelfs Hitler te hoog gegrepen. Alsnog kwam men tot de conclusie naar de Pantherlinie terug te moeten trekken, die men in maart met moeite tegen verdere aanvallen wist te houden.

### Westelijke Oekraïne

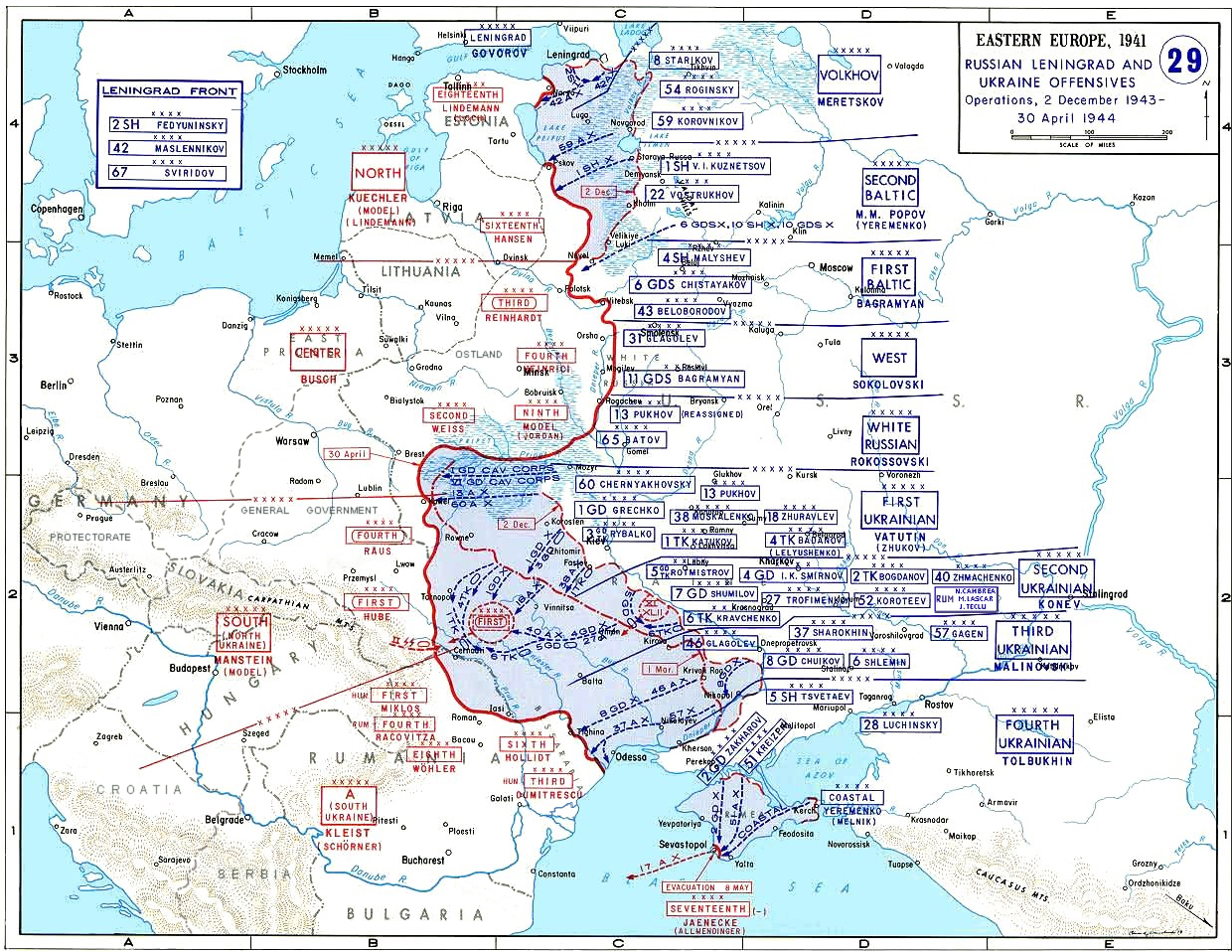
De opmars in westelijk Oekraïne van eind december 1943 tot mei 1944

Tegen eind december 1943 had Von Manstein nog de hoop gehad de Dnjeprpositie te herstellen en de Krim te ontzetten, aannemend dat het Rode Leger daarvoor voldoende verzwakt was. Op 24 december bleek hoe onjuist hij de situatie had ingeschat toen het 1e Gardeleger vanuit Kiev opnieuw een groot offensief opende in zuidwestelijke richting. De Duitsers hadden geen reserves meer om deze aanval op te vangen en Von Manstein drong er bij Hitler op aan de benedenloop van de Dnjepr helemaal op te geven en de vrijgekomen eenheden over te brengen naar zijn linkerzijde om van daaruit met een flankaanval het Sovjetoffensief tot staan te brengen. Een woedende Hitler weigerde echter hierin toe te stemmen.
Het uitstel van drastische tegenmaatregelen leidde tot een aantal ernstige Duitse nederlagen. In het midden werd men over een breed front teruggedrongen en het lukte slechts het front stabiel te houden door het 1e Pantserleger uit de Dnjeprbocht naar het westen te verschuiven. De terugtocht opende een gat op de uiterste linkerflank, ten zuiden van de Pripjatmoerassen, waardoor steeds meer Sovjeteenheden naar het westen infiltreerden. Meer naar het oosten dreigden de laatste Duitse posities aan de Dnjepr afgesneden te raken. Hitler stond geen evacuatie toe waardoor op 28 januari twee Duitse korpsen bij Korsoen en Sjevtsjenkivski omsloten raakten; een ontzettingspoging door het 1e Pantserleger kostte vele tanks en redde slechts een klein aantal manschappen. Eind januari begon op de rechterflank ook een groot offensief tegen de Duitse troepen in de Dnjeprbocht. Na zware gevechten gaf men het bruggenhoofd over de Dnjepr op en moest ook Nikopol worden opgegeven waardoor de belangrijkste bron van nikkelerts verloren ging, een ramp voor de Duitse oorlogsindustrie die nikkelstaal nodig had voor de fabricage van vele essentiële onderdelen — dit was ook de reden geweest dat Hitler deze positie per se wilde behouden. Deze overwinningen van het Rode Leger waren echter niet goedkoop.
De Duitse troepen verweerden zich op bekwame wijze, daarbij geholpen door het feit dat de nieuwe Panthertanks een steeds groter deel van hun pantsermacht vormden, terwijl de nieuwe Sovjettank, de T-34-85, nog maar net begon in te stromen. De slagen in West-Oekraïne behoorden dan ook tot de zwaarste van de oorlog. Het Stavka was echter bereid om ruim een half miljoen man en 2000 tanks per maand op te offeren om de verovering te forceren van wat het als de sleutelpositie voor de eindoverwinning zag en besloot over te gaan tot een nog veel grotere krachtsinspanning.

### Lenteoffensief

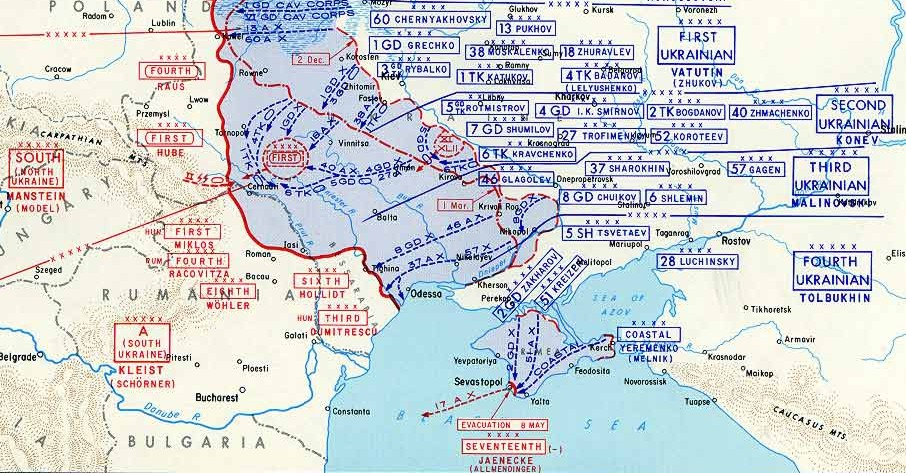
Het Lenteoffensief

De Duitsers verwachtten dat het Rode Leger zich tot na de dooiperiode kalm zou houden; Von Manstein wilde die rustperiode gebruiken om de dreiging op zijn linkerflank te pareren. Als de vijand daar nog wat verder naar het westen opdrong, zou hij de aanvoerlijn vanuit Polen voor Heeresgruppe Süd afsnijden. Von Manstein dirigeerde dus het 1e Pantserleger meer naar het westen om het het 4e Pantserleger mogelijk te maken ook op te schuiven teneinde een mogelijke aanval richting Lviv (Lvov) te blokkeren. Op zich was deze maatregel dringend noodzakelijk, maar de manoeuvre kon alleen veilig worden uitgevoerd in combinatie met een gehele terugtocht naar het westen, iets wat Hitler nog steeds niet toestond. De lijn in de Dnjeprbocht werd nu ontbloot van pantsereenheden wat al snel zou leiden tot een catastrofe.
Op 4 maart openden het 1e en 2e Oekraïense Front onverwachts een geweldige aanval, een reusachtige tangbeweging met inzet van vijf hele tanklegers. De eerste legergroep rukte vanuit Rovno naar het zuiden op, terwijl de tweede vierhonderd kilometer oostelijker bij Oeman naar het zuidwesten begon te bewegen. De Duitse 1e en 4e Pantserlegers lukte het om op de linkerflank in felle afweerslagen met een zeker succes het vertragend gevecht te voeren terwijl men op Tarnopol terugviel, maar het 8e Leger op de rechterflank werd door drie tanklegers uiteengeslagen. Vrijwel ongehinderd rukte het 2e Oekraïense Front op, eerst over de Zuidelijke Boeg, daarna over de Dnjestr, totdat het begin april na ruim driehonderd kilometer bij de Karpaten contact kon maken met het 1e Oekraïense Front dat na hevige gevechten voorbij Tarnopol tweehonderd kilometer naar het zuiden was opgedrongen. Die laatste opmars had het Duitse 1e Pantserleger afgesneden. Hitler zag zich nu gedwongen om de nieuwe 9e en 10e SS-Pantserdivisie, die eigenlijk voor Frankrijk bedoeld waren, uit de strategische OKW-reserves vrij te geven teneinde het pantserleger een uitbraak naar het westen mogelijk te maken die met veel moeite op 6 april gelukte. De crisis was aanleiding voor Hitler om Von Manstein op 30 maart als bevelhebber van het zuidelijke Oostfront door Model te laten vervangen.
Meer naar het oosten zag het Duitse 6e Leger, om te voorkomen dat het omsingeld zou raken, zich genoodzaakt zich vechtend van de Dnjeprbocht via de Boeg op de benedenloop van de Dnjestr terug te trekken. Odessa werd daarbij opgegeven, wat de geregelde aanvoer over zee naar de omsingelde troepen op de Krim afsneed. Het schiereiland werd tussen 8 april en 13 mei door het Rode Leger heroverd, waarbij echter een gedeelte van het Duitse 17e Leger geëvacueerd kon worden. Het Lenteoffensief had de Duitse troepen zo uiteengedreven dat tussen het 1e Pantserleger en de resten van het 8e Leger een gat van driehonderd kilometer gevallen was dat ten dele gevuld werd met zwakke Roemeense troepen. Op 19 maart had Duitsland Hongarije bezet maar men moest afzien van het plan het Hongaarse leger te interneren omdat de eenheden daarvan hard nodig waren om de Karpatenpassen te bewaken.

### Operatie Bagration

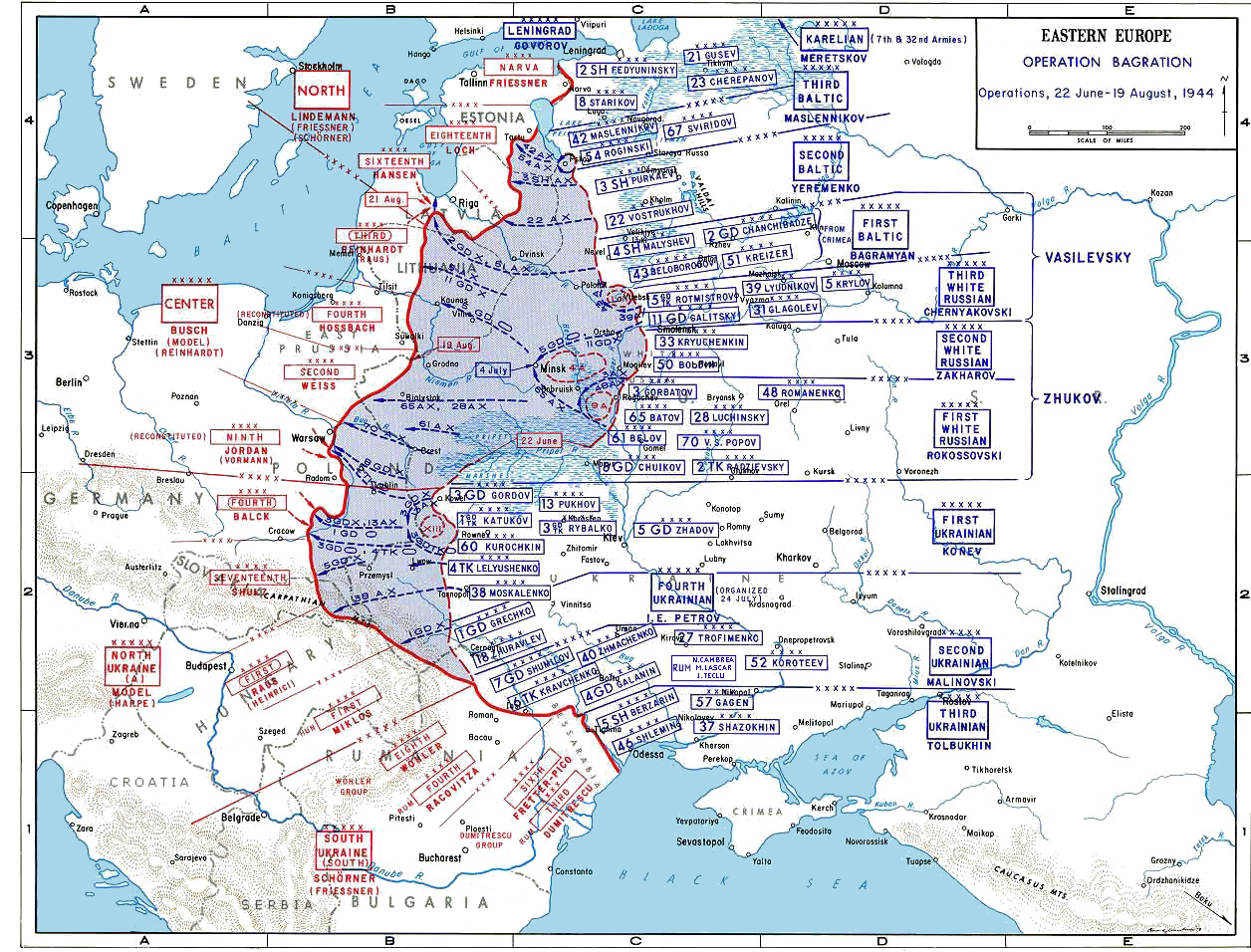
De opmars van het Rode Leger vanaf 22 juni tot midden augustus 1944

Het verlies van vrijwel het gehele westen van Oekraïne bracht het Duitse leger in een bijzonder gevaarlijke strategische positie. Door van hieruit in noordwestelijke richting op te rukken naar de Oostzee kon het Rode Leger in één klap het hele Oostfront oprollen. De situatie werd voor de Duitsers verergerd door grote tekorten aan mankracht. Tijdens de aanhoudende strijd was de sterkte van het Duitse leger steeds verder gedaald terwijl de frontlijnen door het terugwijken van de rechterflank alsmaar langer werden: men moest nu met twee miljoen man een front van vierduizend kilometer houden tegen een drievoudige overmacht.
De enige reële optie, het front met de helft in te korten door de Baltische Staten en Wit-Rusland op te geven, durfde men wegens Hitlers radicale afwijzing van iedere terugtocht niet eens in overweging te nemen. In plaats daarvan nam Model gemakshalve eerst maar aan dat een opmars naar de Oostzee te hoge eisen aan de operationele capaciteiten van de vijand zou stellen en dat die zich dus voorlopig wel zou beperken tot een aanval op de Balkan. Toen gedurende mei de enorme opbouw van de Sovjettroepen ten oosten van Lvov bewees dat er wel degelijk een doorbraakpoging richting Polen zou plaatsvinden, kwam Model met een dramatisch antwoord op die dreiging: hij stelde Operation Schild und Schwert voor, een plan om de Sovjetaanval flexibel op te vangen, de pantserspitsen van de vijand af te snijden en te vernietigen en hem uiteindelijk in het gebied van Oekraïne terug te werpen. Deze agressieve strategie vond bij Hitler een gewillig oor, maar zij had geen relatie meer met de werkelijkheid. De Duitse tankproductie bleef tot in de zomer van 1944 snel stijgen maar de prioriteit die aan Frankrijk gegeven werd, verhinderde een groei van de pantsermacht aan het Oostfront. Zelfs toen Model pantserdivisies aan andere legergroepen onttrok ten bate van Heeresgruppe Nordukraine, de nieuwe naam voor Heeresgruppe Süd, kon hij er nauwelijks een duizendtal operationele tanks concentreren. Op 6 juni 1944 vond Operatie Overlord plaats, de landing in Normandië, en Hitler beval de elitedivisies van de SS naar het westelijk front over te brengen, zodat het aantal pantserdivisies in het oosten een dieptepunt bereikte. Veel hoop op een overwinning koesterde Model nu niet meer: de mokerslag die hij vreesde was echter nog maar een bindingsaanval die de aandacht moest afleiden van het echte hoofdoffensief.
In april 1944 had het Stavka besloten die zomer iedere Duitse dreiging richting Moskou weg te nemen door Wit-Rusland te heroveren. In het diepste geheim werden de troepen in het centrum van het front versterkt waarbij vooral klemtoon lag op de tankeenheden. Omdat de Duitse Heeresgruppe Mitte nog maar één enkele pantserdivisie bezat, met slechts een zeventigtal gevechtsklare tanks, kon het Rode Leger hieraan een zestigvoudige overmacht opbouwen. De eerste fase van de strijd had de vorm van een enkelvoudige tangaanval met als einddoel Minsk. De noordelijke as daarvan stond onder leiding van Georgi Zjoekov, die op 22 juni het 6e Gardeleger ten westen van Witebsk liet oprukken. Het Duitse 3e Pantserleger — dat al lang geen enkele tank meer bezat — werd hierdoor volkomen verrast. De meeste troepen vluchten naar de "vesting" Witebsk. Toen ze begrepen dat er vandaar uit geen uitbraakpoging zou zijn maar dat ze geacht werden tot de laatste man stand te houden om de vijandelijk opmars te vertragen, brak er een totale paniek uit die leidde tot een snelle overgave van de stad. Ook voor de zuidelijke aanval, door het Eerste Wit-Russische Front, zou weldra de weg naar Minsk openliggen. Het Duitse 9e Leger zette de enige pantserreserve van Heeresgruppe Mitte, de 22e Pantserdivisie, foutief ten oosten van de Berezina in, terwijl de vijandelijke hoofdas ten westen van die rivier lag. Het leger raakte bij Babroejsk omsingeld en werd vernietigd. Het Duitse Vierde Leger, dat tegen de eerste frontale aanvallen stand had gehouden, dreigde nu door beide assen omvat te worden. Het onttrok zich, al terugvallend, bij Mogiljow ternauwernood aan een omsingeling en vluchtte vandaar naar de enige nog beschikbare brug over de Berezina. Bij de restanten van de drie Duitse legers stortte het moreel volledig ineen, in een mate die men tot dan toe alleen van Duitslands vijanden kende. Hele regimenten vielen uit elkaar, terwijl hun officieren massaal zelfmoord pleegden om niet krijgsgevangen te raken. Sommige troepen bereikten Minsk maar op 3 juli sloot de tang zich en werd de stad genomen. Heeresgruppe Mitte had vijfentwintig divisies verloren.
Het ineenstorten van het Duitse front en het nu bijna volledig ontbreken van grote pantsereenheden aan vijandelijke zijde stelden het Rode Leger tot een operationele elegantie in staat die het nooit eerder in de oorlog getoond had. De eerste tang werd nu onmiddellijk gevolgd door een tweede, veel grotere, tangbeweging waarvan de noordelijk as, het Derde Wit-Russische Front, richting Vilnius oprukte, de zuidelijke as, het Eerste Wit-Russische Front, richting Bialystok. De opmars dwong het Duitse 2e Leger, het zuidelijkste van Heeresgruppe Mitte, tweehonderd kilometer terug te trekken naar Brest. De zuidflank van Heeresgruppe Nord dreigde omtrokken te raken en het 16 Leger daarvan trok zich terug van Polotsk naar Daugavpils. Op 8 juli werd Vilnius bereikt en stootte men verder door richting Kaunas. Halverwege die stad en Daugavpils viel een gat van zestig kilometer tussen Heeresgruppe Mitte en Heeresgruppe Nord. Op 18 juli begon het 1e Baltische Front daar gebruik van te maken door naar de Golf van Riga op te rukken die op 31 juli bereikt werd zodat Heeresgruppe Nord afgesneden en met de ondergang bedreigd werd.

Het gebied van de Slowaakse Nationale Opstand

Intussen had maarschalk Ivan Konev op 13 juli zijn 1e Oekraïense Front de Duitse Heeresgruppe Nordukraine laten aanvallen. Ofschoon het 4e en 1e Pantserleger de sterkste Duitse pantsermacht aan het Oostfront vertegenwoordigden, werden ze in hevige tankslagen teruggedrongen. Ondanks zware verliezen veroverden de Sovjettanks Lviv en rukten ze tweehonderd kilometer in westelijke richting op tot voorbij Lublin.
Tussen 22 juni en begin augustus had het Duitse leger in het oosten catastrofale verliezen geleden. Vrijwel de gehele Heeresgruppe Mitte was verloren gegaan en Heeresgruppe Nord was in een positie gedrongen waar geen effectieve bijdrage aan de strijd meer geleverd kon worden. Het equivalent van zo'n veertig divisies was vernietigd. In augustus zou zich ook aan het Westfront een vergelijkbare vermindering van de sterkte voordoen. De gaten aan de fronten konden slechts gedicht worden door vrijwel ongetrainde rekruten in te zetten, wat leidde tot een ernstige vermindering van de gevechtscapaciteit van de Duitse eenheden. Ondanks deze kritieke toestand stortte de Duitse verdediging niet onmiddellijk ineen; de oorlog zou nog negen maanden duren. De oorzaak hiervan was een logistieke overbelasting van de geallieerden. Juist door de grote terreinwinst waren hun fronttroepen door hun brandstof heen. Hun opmars viel stil en de fronten stabiliseerden zich, waarbij de Duitse consolidatie sterk geholpen werd door de energieke inzet van een na het Complot van 20 juli 1944 nieuw benoemde chef generale staf, Heinz Guderian met wie Hitler een ruzie uit 1941 had bijgelegd. Hoewel op 17 augustus de eerste Sovjettroepen de grens van Oost-Pruisen bereikten, werd op 20 augustus het contact met Heeresgruppe Nord net ten westen van Riga hersteld. Velen hadden echter ingeschat dat de Duitse ineenstorting al een feit was. Dat leidde tot de Opstand van Warschau op 1 augustus en de Slowaakse Nationale Opstand van 29 augustus. Beide opstanden werden na maandenlange strijd door de Duitsers neergeslagen, waarbij Stalin, die geen behoefte had aan een bevrijding op eigen kracht van de Polen of de Slowaken, de opstandelingen slechts minimale hulp bood.

### Finland verlaat de oorlog

De operaties in Finland en de terugtocht van het Duitse leger

Tijdens de Conferentie van Teheran hadden het Verenigd Koninkrijk en de Verenigde Staten van Amerika aangegeven dat het hun voorkeur wegdroeg dat Finland nog voor de landing in Normandië de oorlog zou opgeven, het liefst via een vredesregeling die de Finse onafhankelijkheid intact liet. In februari 1944 begon een dubbel proces van intimidatie en toenadering, waarbij de Sovjet-Unie Finse steden bombardeerde en de VS, die niet met Finland in oorlog waren, aangaven te willen bemiddelen bij onderhandelingen, die op 12 februari in Stockholm van start gingen. In reactie hierop beval Hitler Operation Tanne voor te bereiden, de bezetting van eilanden voor het zuiden van Finland met als doel een uitbraak van de Baltische Vloot van de Sovjet-Unie te voorkomen, en Operation Birke, een bezetting van een deel van Noord-Finland door het Duitse 20e Bergleger, dat al bijna drie jaar een stelling bij Moermansk hield en zijn zuidflank ondertussen achthonderd kilometer had uitgebreid, tot aan Oechta. Midden april hadden de besprekingen een punt bereikt waarin de Sovjet-Unie een terugkeer naar de grenzen van 1940 en het opgeven van Petsjenga eiste plus zeshonderd miljoen dollar als herstelbetalingen. Duitsland zette Finland onder druk door op 13 april alle graanleveranties te beëindigen en op 18 april de wapenleveranties. Dezelfde dag verwierp Finland de voorwaarden van de Sovjet-Unie.
Op 10 juni viel het Leningradfront de Mannerheimlinie aan, op de landtong tussen de Finse Golf en het Ladogameer, en het Karelische Front de Finse posities in Oost-Karelië. Net als tijdens de Winteroorlog van 1939 had het Rode Leger een grote overmacht in manschappen en materieel maar anders dan vijf jaar eerder waren die troepen nu goed getraind, terwijl de Finnen hun leger nauwelijks hadden kunnen moderniseren. De Mannerheimlinie werd al na enige dagen gebroken en het lukte de Finnen ternauwernood hun hoofdmacht op de lijn Vyborg-Vuoksi aan de noordzijde van de landengte terug te trekken. Op 18 juni vroeg de Finse regering de geallieerden om de onderhandelingen te heropenen. Tegelijkertijd echter verzocht men om Duitse hulp. De Duitsers zonden antitankwapens, de 122e Infanteriedivisie, de 303e Sturmgeschützbrigade en luchtmachteenheden; de laatste werden meteen overgevlogen. Op 23 juni eiste de Sovjet-Unie Finlands overgave. Op 26 juni verklaarde de Finse president Risto Heikki Ryti niet eenzijdig vrede te zullen sluiten. Op 21 juni viel Vyborg, maar een verdere opmars werd begin juli gestopt door de 122e Infanteriedivisie. Die maand werd Oost-Karelië door de Finnen ontruimd en de fronten consolideerden zich daarna. Eind juli trokken de Duitsers de 122e Infanteriedivisie weer terug wegens de benarde situatie van Heeresgruppe Nord. Deze omstandigheid overtuigde de Finnen ervan dat geen serieuze Duitse hulp meer te verwachten viel. Op 4 augustus werd Carl Gustaf Mannerheim president.
Op 9 augustus vernietigden de Finnen twee Sovjetdivisies ten oosten van Ilomantsi. Mannerheim besloot van dit succes gebruik te maken voor een nieuwe toenadering, voordat Finland helemaal geïsoleerd zou zijn geraakt. Op 25 augustus verzocht men in Stockholm een delegatie naar Moskou te mogen sturen om een wapenstilstand te sluiten. Dat werd toegestaan op voorwaarde dat men openlijk met Duitsland zou breken en de Duitse troepen voor 15 september het land hadden verlaten. Nog voor de delegatie arriveerde, kwam op 4-5 september een staakt-het-vuren tot stand. Op 19 september werd officieel een wapenstilstand gesloten.
In het begin probeerde Duitsland een gedeeltelijke bezetting van Finland door te voeren. Een aanval op het eiland Suursaari voor de zuidkust werd echter door de Finnen op 15 september afgeslagen met hulp van Sovjetvliegtuigen. Tot verbazing van de Duitsers respecteerde het Rode Leger de Finse neutraliteit en het 20e Bergleger kon zijn rechterflank door Noord-Finland terugtrekken naar Noorwegen. Eerst volgden de Finse troepen de Duitse slechts op een afstand. Op 1 oktober echter begonnen grote Finse landingen in Tornio, aan het noordelijke uiteinde van de Botnische Golf. De strategische bruggen daar werden door de Finnen bezet en de Duitsers vielen aan om ze heroveren. De Duitse troepen werden omsingeld en wisten slechts met moeite naar het noorden uit te breken. De gevechten, de Laplandoorlog, duurden tot 8 oktober en werden door de Finnen als bewijs gebruikt dat de breuk met Duitsland definitief was. Verdere vijandigheden zouden uitblijven. Finland verklaarde Duitsland op 3 april 1945 formeel de oorlog.
Hitler besloot om ondanks de belangrijke nikkelmijnen Petsjenga op te geven en het Duitse front terug te trekken op Lynge in Noorwegen, waar slechts een smalle doorgang is tussen de kust en Zweden. Het Rode Leger had echter een grote aanval voorbereid en poogde de terugtrekkende Duitse troepen van 7 oktober af alsnog onder de voet te lopen of via kustlandingen af te snijden. Ondanks zware gevechten lukte het de Duitsers echter Operatie Nordlicht begin januari 1945 tot een goed einde te brengen, voornamelijk doordat het weer uitzonderlijk mild was. De Sovjettroepen volgden niet verder dan de fjord van Tana, zodat in de Finnmark een niemandsland ontstond van driehonderd kilometer diep. Om te voorkomen dat de Noorse regering er haar gezag kon vestigen, werd het gebied door de Duitsers volledig geëvacueerd en verwoest.

### Heeresgruppe Nordraakt ingesloten

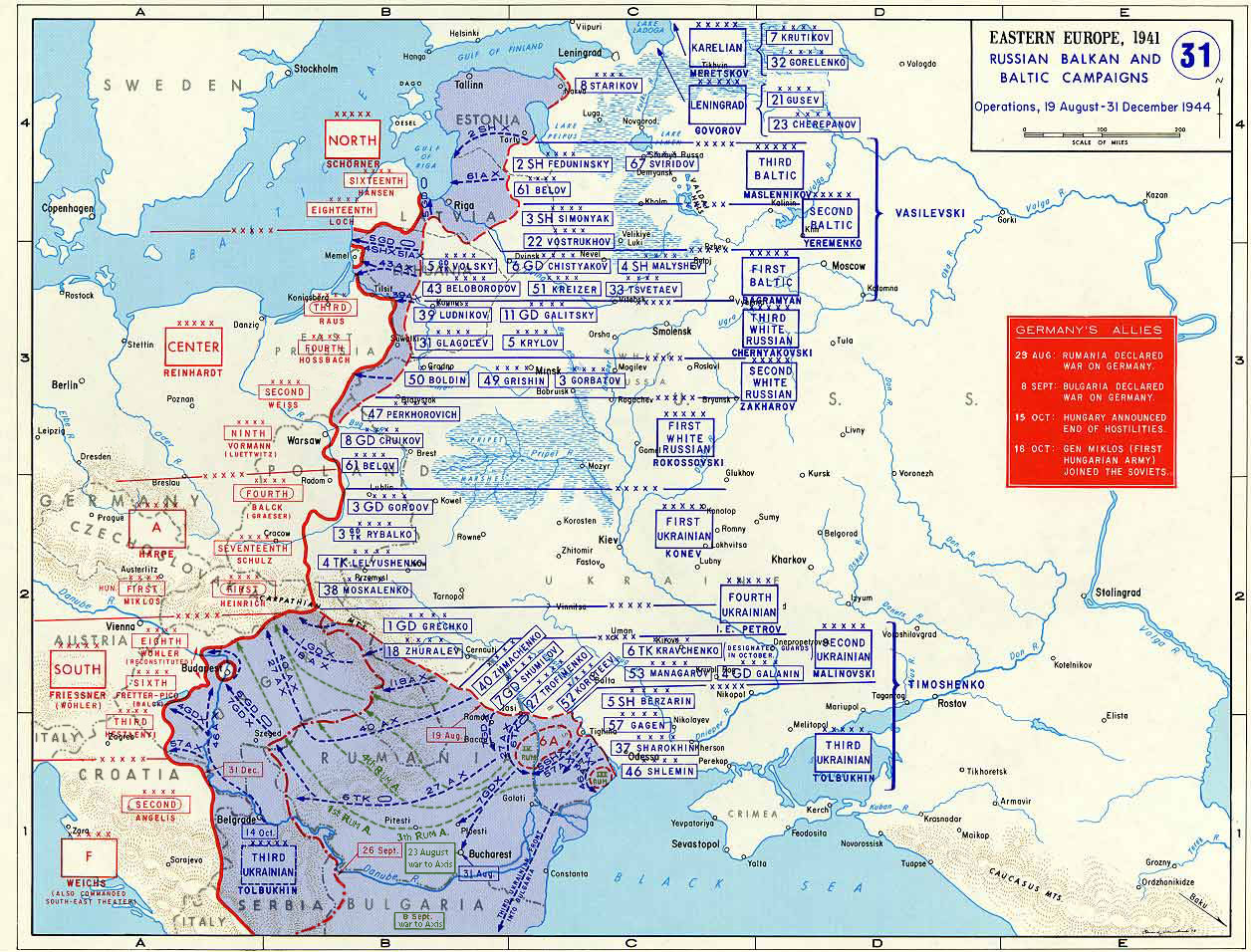
De insluiting van Heeresgruppe Nord en de operaties in Roemenië

Terwijl het centrum van het Oostfront voor ruim vier maanden relatief rustig bleef, deden er zich grote ontwikkelingen voor aan de flanken. Tegen het midden van september was het front van Heeresgruppe Nord extreem uitgerekt geraakt. Het 16e en 18e Leger van de legergroep en het 3e Pantserleger daar ten zuiden van, hielden nog steeds vrijwel de volledige Oostzeekust over een lengte van ruim zeshonderd kilometer in een vrij smalle strook die ten westen van Riga maar veertig kilometer breed was. Op 14 september poogde het 1e Baltische Front hier opnieuw doorheen te breken. Dat mislukte echter door een flankaanval van het 3e Pantserleger. De hierdoor gewonnen tijd werd door de Duitsers gebruikt om haastig Estland te ontruimen en zich op de "Segewoldstelling" ten oosten van Riga terug te trekken. Dit verbeterde de situatie van Heeresgruppe Nord aanzienlijk maar dat bracht Hitler ertoe een verdere terugtocht te verbieden.
Op 5 oktober viel het 1e Baltische Front in westelijke richting aan, doorbrak de stellingen van het 3e Pantserleger op 7 oktober en omvatte Memel aan de Oostzeekust op 9 oktober, Heeresgruppe Nord opnieuw en nu definitief afsnijdend. Riga werd op 11 oktober opgegeven. Van een Duits plan om het contact opnieuw te herstellen door gelijktijdig van Koerland en Oost-Pruisen uit aan te vallen, moest worden afgezien toen dat laatste gebied aan de oostkant werd aangevallen. Hierdoor raakten vierendertig divisies in Koerland ingesloten wat de Duitse operationele flexibiliteit ernstig verminderde. Slechts één keer, in januari 1945, stond Hitler toe een groter aantal van zeven divisies over zee te evacueren. Hitlers argument hiervoor, dat aanzienlijke Sovjetkrachten aldus gebonden werden, had overigens een zekere geldigheid: er zouden tot tachtig Sovjetdivisies tegen het schiereiland geconcentreerd worden. De Duitse strijdmacht daar, op 25 januari hernoemd tot Heeresgruppe Kurland, toonde zich gedurende zeven maanden ook zeer vasthoudend. Vijf grote offensieven van het Rode Leger werden met zware verliezen afgeslagen. Pas op 10 mei 1945 gaven de overblijvende tweehonderdduizend man zich over, twee dagen na de algehele Duitse capitulatie.

### Roemenië schaart zich aan de Geallieerde zijde
Het Lenteoffensief had het Rode Leger tot over de oude Roemeense grens gebracht. Het Roemeense leger had in 1942 zware verliezen geleden waarvan het zich niet had kunnen herstellen. Daarbij liep het zeer achter in modernisering. Heeresgruppe Südukraine was daarom sterk afhankelijk van haar Duitse component. De linkerflank werd gehouden door een legergroep binnen de legergroep: Armeegruppe Wöhler die deze status had omdat zij behalve het Duitse 8e Leger ook nog het Roemeense 4e Leger omvatte dat er ingeklemd zat. De oostflank werd gevormd door het Duitse 6e Leger en het Roemeense 3e Leger. De legergroep was onder sterkte en de betrouwbaarheid van de Roemeense bondgenoot was twijfelachtig. De voor de hand liggende oplossing hiervoor was zich naar de zuidoostelijke Karpaten terug te trekken van waaruit het maar een korte afstand was naar de brede benedenloop van de Donau. Omdat men begreep dat Hitler dit nooit zou aanvaarden, werd het maar niet voorgesteld, ook daar het opgeven van Roemeens grondgebied de verhoudingen nog meer gespannen zou maken.
Gedurende het voorjaar leek de situatie nog niet zo dreigend. Het Rode leger onttrok eerst troepen aan deze frontsector. De politieke verhoudingen kregen daarom in het begin de meeste aandacht. Het hoofdprobleem was dat weliswaar de dictator van Roemenië, Ion Antonescu, na onderhandelingen in 1943 en 1944 met de Westelijke geallieerden, alsnog voor de Duitse zaak leek te hebben gekozen maar zijn gezag steeds geringer werd. Pogingen zijn positie te versterken hadden echter weinig resultaat. Begin augustus begon het OKH te aanvaarden dat een terugtocht tot de beter verdedigbare lijn noodzakelijk zou zijn indien Roemenië de oorlog opgaf. Men hield geen rekening met de mogelijkheid van een vijandelijke doorbraak. Op 8 augustus bleek hoe kortzichtig dat geweest was toen een snelle opbouw van Sovjetdivisies aanving. Op 20 augustus openden het 2e en 3e Oekraïense Front ieder een groot offensief, bij Iași en Tiraspol, juist tegen de Roemeense legers die vrijwel onmiddellijk ineenstortten. De meeste Roemeense troepen weigerden te vechten. Op 23 augustus werd Antonescu afgezet. De nieuwe regering verklaarde zich neutraal. Op 24 augustus vielen Duitse troepen Boekarest aan in een poging Antonescu weer aan de macht te brengen maar werden teruggeworpen. Op 25 augustus verklaarde Roemenië Duitsland de oorlog.
Hitler stond al op 20 augustus een terugtocht naar de Karpaten en de Donau toe maar het bleek al te laat. De helft van het 8e Leger en het hele 6e Leger raakte ingesloten tussen de twee aanvalsassen. Nog voor het eind van de maand werden ze vernietigd en gingen achttien divisies verloren. Er viel zo een gat van vierhonderd kilometer tussen de Hongaarse grens, toen in Transsylvanië gelegen, en de Zwarte Zee. De Duitsers poogden wanhopig eenheden te laten aanrukken om althans de Karpatenpassen te houden maar zelfs dat mislukte grotendeels, mede door Roemeense tegenstand. Het Rode Leger zwenkte ongehinderd naar het westen door Walachije en bereikte op 6 september de IJzeren Poort aan de oude Joegoslavische grens. Daarbij vielen het de olievelden van Ploiești in handen, de enige grotere bron van aardolie waarover Duitsland beschikt had.

### Gevechten in Hongarije

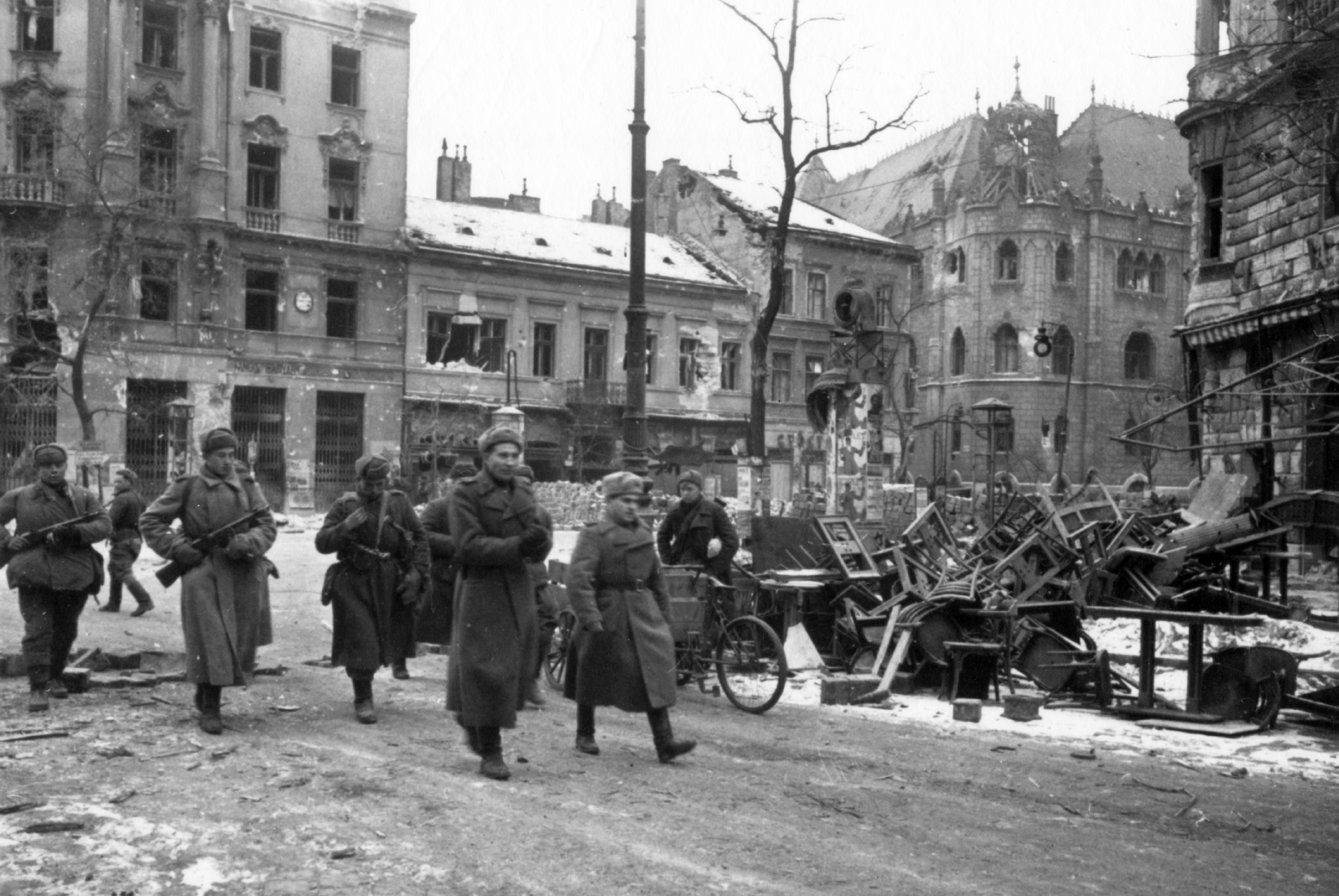
Sovjetsoldaten in Boedapest

De Duitsers vreesden dat ook Hongarije van bondgenootschap zou wisselen. De Hongaren echter vreesden Transsylvanië weer aan Roemenië te verliezen en zonden zo veel mogelijk troepen naar de Karpaten. Toen de Sovjettroepen vanuit Walachije naar het noorden zwenkten en de passen overtrokken, brak er paniek uit in Boedapest. Op 7 september eiste men militaire garanties van Duitsland die met tegenzin gegeven werden: onder andere twee pantserdivisies werden gezonden. Gedurende september vertraagde de opmars van het Rode Leger doordat de bevoorradingslijnen veel te lang werden. Het Stavka beval desalniettemin een groot offensief om van Arad uit naar Boedapest door te stoten. Dat mislukte doordat Hitler tegelijkertijd een offensief wilde uitvoeren om de Sovjettroepen weer de Karpaten over te werpen. Op 10 oktober omsingelden de Duitse pantserdivisies bij Debrecen drie pantserkorpsen van het Rode Leger. De overwinning was slechts gedeeltelijk want veel Sovjettanks wisten naar het zuiden uit te breken.
Op 15 oktober aanvaardde de nador van Hongarije, Miklós Horthy, een aanbod voor een wapenstilstand. De meerderheid van het parlement was echter tegen hem en de Duitsers dwongen Horthy af te treden. Sommige Hongaarse eenheden liepen nu over naar de geallieerde zijde. Op 16 oktober beval Hitler een terugtocht naar de Tisza. Een al te opdringerig volgende strijdmacht van drie Sovjetkorpsen werd op 23 oktober bij Nyiregyhaza omsingeld en op de 29e vernietigd, de laatste keer dat iets dergelijks gedurende de oorlog zou gelukken. Het front stabiliseerde zich daar nu voorlopig.
Dezelfde dag begon het 46e Leger zuidelijker, bij Kecskemet, opnieuw naar Boedapest door te stoten. Op 2 november werd de omgeving van de Hongaarse hoofdstad bereikt maar op 6 november mislukte een poging die stormenderhand te nemen. Men besloot tot een grote langzame omsingeling: ten noorden van Boedapest rukte men op tot aan de Slowaakse grens en ten zuiden stak men de Donau over en rukte ten oosten van het Balatonmeer naar het noorden op. Tegen 20 december was Boedapest een bruggenhoofd geworden aan de oostzijde van een grote saillant. De Duitsers hadden een voor die fase in de oorlog grote pantsermacht verzameld om het contact met de Hongaarse hoofdstad te bewaren en vielen die dag ten westen van Velencemeer met hun tanks aan maar de opmars liep vast in de modder. Daarna viel het Rode Leger aan ten oosten van het meer en omsingelde Boedapest op 26 december; vier Duitse en twee Hongaarse divisies werden er ingesloten, samen met zo'n achthonderdduizend burgers.
Op nieuwjaarsdag begon een Duits offensief door het IV SS Pantserkorps om de stad te ontzetten, van Komarno in het westen uit. Dat liep al snel vast, toen ongeveer de helft van de vijftig te overbruggen kilometers afgelegd was, en een tegenoffensief van het Rode Leger ten noorden van de Donau dreigde de ontzettingstroepen ook weer te omsingelen. Op 7 januari probeerde het 1e Cavaleriekorps wat zuidelijker naar de stad door te breken maar kwam niet verder dan twintig kilometer. Ondertussen begon de verdediging van Boedapest het te begeven maar Hitler verbood een uitbraak. Hij beval een nieuwe ontzettingspoging door het IV SS Pantserkorps dat zich daartoe in het geheim tachtig kilometer achter de Duitse linies naar het zuiden verplaatste. Op 18 januari rukte het bij verrassing van het noorden van het Balatonmeer zestig kilometer op naar de Donau. Die dag werd Pest, het oostelijke stadsdeel, door de verdedigers ontruimd. Op de 25e lukte het de Duitsers echter niet de rivier de Vali over te komen. Op 27 januari werden de ontzettingstroepen opnieuw in de flank aangevallen, nu van het zuidoosten uit en werd het offensief afgeblazen. Op 11 februari deden dertigduizend militairen en burgers een poging naar het westen uit te breken; zo'n zevenhonderd zouden de Duitse linies bereiken. Op 13 februari gaven de laatste verdedigers zich over.

## 1945

### Wisła-Oderoffensief

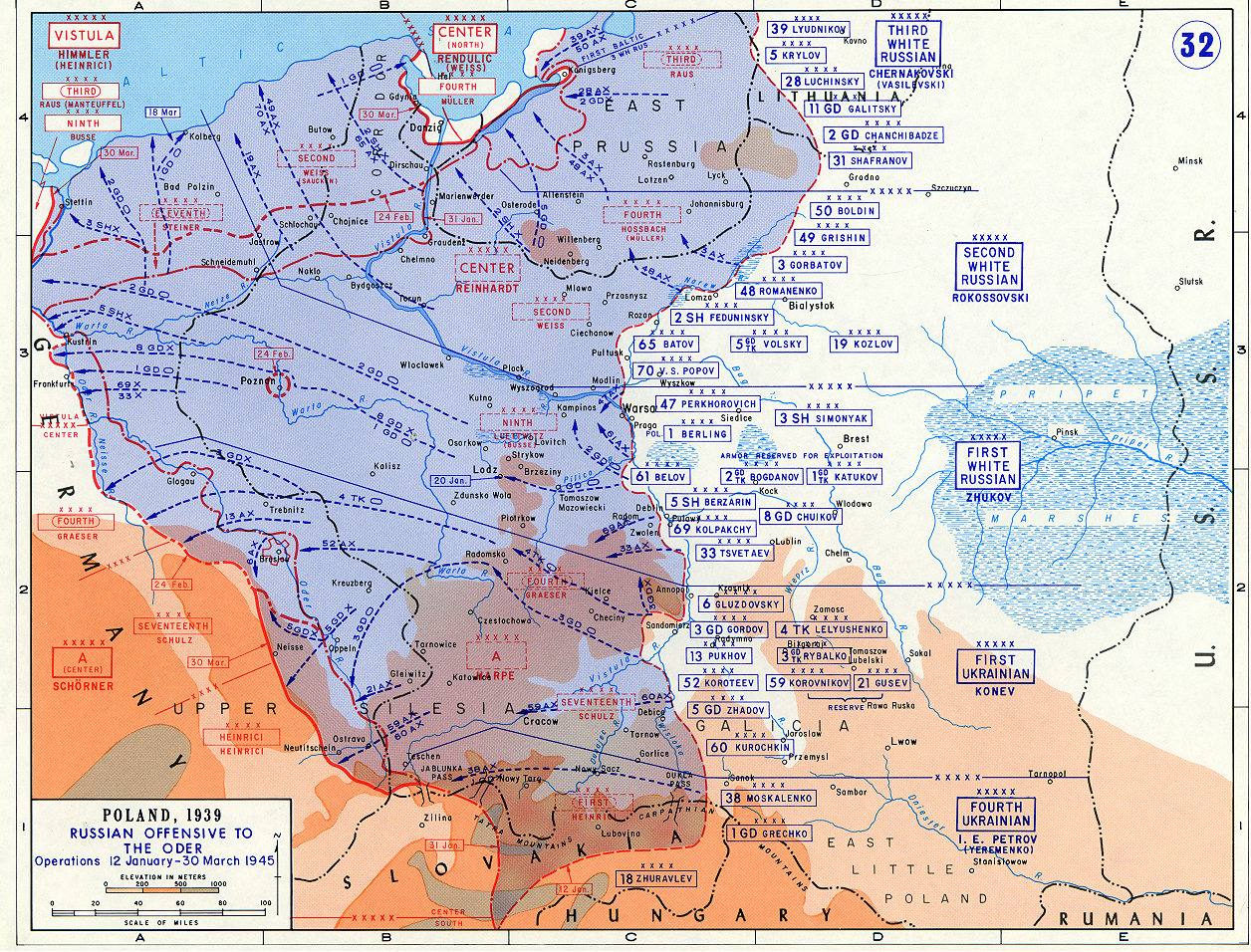
De opmars in Polen

Voor Polen, waar het front vier maanden had stilgelegen, had het Rode Leger in januari 1945 een reusachtige strijdmacht geconcentreerd. Het 3e en 2e Wit-Russische Front in het noorden en het 1e Wit-Russische en 1e Oekraïense Front in het zuiden telden 3,8 miljoen man, 74 000 stukken geschut en 9 700 tanks en gemechaniseerd geschut. Heeresgruppe Mitte en Heeresgruppe A konden daar maar vierhonderdduizend man, 4 100 stukken geschut en 1 150 tanks en gemechaniseerd geschut tegenoverstellen. De verhoudingen waren vooral zo scheefgegroeid doordat Hitler sterk geneigd was de dreiging in deze sector te bagatelliseren. Na de zomer van 1944 konden Britse en Amerikaanse bommenwerpers de door het verlies van Frankrijk sterk verzwakte Duitse luchtverdediging overweldigen en legden de wapenindustrie in puin, maar de uitloop van de productieprocessen had nog een laatste hoeveelheid tanks opgeleverd. Deze had Hitler echter gebruikt voor de gok van het Ardennenoffensief en nu die mislukt was, had hij voor het oosten geen strategische pantserreserve meer over. Het aantal gesneuvelde en zwaar verwonde Duitse soldaten beliep over 1944 zo'n anderhalf miljoen man. Men had maar negenhonderdduizend man aan de sterkte kunnen toevoegen en de meesten daarvan waren nauwelijks getraind. Desalniettemin weigerde Hitler Koerland te ontruimen om het front in Polen de noodzakelijke aanvullingen te verschaffen.
Het aanvalsplan van het Stavka was eenvoudig van opzet. In wezen kwam het neer op een gigantische frontale aanval. Tijdens de eerste vijftien dagen zou men de vijand verpletteren en naar de Oder oprukken, waarbij toch een zeker element van manoeuvre geïntroduceerd werd door een opmars van het Tweede Wit-Russische Front naar de Oostzee om terugvallende Duitse troepen uit Oost-Pruisen de pas af te snijden. Gedurende een tweede fase van dertig dagen moest men de Oder overschrijden, Berlijn nemen en naar de Elbe oprukken om contact te maken met de Westelijke Geallieerden, waarmee de oorlog gewonnen zou zijn. Als aanvalsdatum was 20 januari 1945 bepaald maar op verzoek van Winston Churchill, wiens troepen grote moeite hadden het Rijnland te zuiveren, werd dit vervroegd naar 12 januari.
Het Rode Leger had al een aantal bruggenhoofden over de Wisła of Weichsel en wist daar op 12 januari na een massaal artilleriebombardement snel uit te breken ten koste van slechts geringe verliezen. Tegen 17 januari was het Duitse front in vluchtende eenheden uiteengevallen die richting de bovenloop van de Oder of de Oostzee opzijgeschoven werden. Een uitzondering was Heeresgruppe Mitte in Oost-Pruisen die eerst redelijk stand wist te houden maar juist daarom op bevel van Hitler pantserreserves had moeten afstaan waarna de verdediging op 18 januari alsnog in elkaar stortte. De Duitse bevolking van het gebied vluchtte naar het westen maar zag zich op 25 januari de pas afgesneden toen de eerste Sovjettanks net ten oosten van Elbing de kust van het Wislahaf bereikten. Die dag viel in het midden van het front Poznań en had het offensief in het zuiden, in Silezië, over een brede linie de oude Duits-Poolse grens bereikt. Hitler liet een nieuwe Heeresgruppe Weichsel formeren om het gat ten westen van de monding van die rivier te dichten en stelde die onder bevel van Heinrich Himmler. Aansluitend hierop werden de andere legergroepen hernoemd om hun naam meer in overeenstemming te brengen met hun werkelijke positie: Heeresgruppe Nord werd Kurland, Heeresgruppe Mitte werd Nord en Heeresgruppe A werd Heeresgruppe Mitte. Hitler verbood een uitbraak van de nieuwe Heeresgruppe Nord naar het westen maar over de Wislaschoorwal ofwel Frische Nehrung wisten 1,3 miljoen burgers zich in veiligheid te brengen.
Eind januari evacueerden de Duitsers het voor de wapenproductie essentiële industriegebied van Opper-Silezië. Op 31 januari bereikten de Sovjettroepen de Oder bij Küstrin op zestig kilometer van Berlijn en in de dagen daarna vestigden ze enkele bruggenhoofden over de rivier. Een totale paniek beving de Duitse bevolking die vreesde dat het Rode Leger nu in enkele weken naar de Rijn zou oprukken. Toch kon de eindfase van het offensief geen doorgang vinden en de verhoopte totale overwinning bleef voorlopig uit. Een dooiinval op de maandwisseling maakte belangrijke delen van het wegennet onbegaanbaar. De tankspitsen hadden zonder zich te bevoorraden in iets meer dan twee weken vierhonderd kilometer afgelegd en zaten door hun brandstof en munitie heen. Door de logistieke problemen viel hun opmars stil. Daarbij was er een gevaarlijk hiaat van 150 kilometer diepte ontstaan met de veel langzamer oprukkende infanteriedivisies. Stalin beval dat de tanks halt moesten houden totdat de infanterie weer aansluiting had gevonden.

### Sonnenwende
Na de ineenstorting van de verdediging in Polen begonnen de Duitsers wanhopig versterkingen aan te voeren. Hitler stond toe dat vijf divisies uit Koerland werden weggehaald. Ook werden pantsereenheden van het westfront naar het Oostfront overgeheveld. De combinatie van beschikbare reserves en een kwetsbare positie van de Sovjetpantsermacht gaf de Duitsers een theoretische mogelijkheid die met een tangbeweging, gelijktijdig uit het noorden en zuiden op de flanken aanvallend, af te snijden en te vernietigen. Guderian stelde zo'n manoeuvre voor: Operation Sonnenwende. Hitler, die wanhopig behoefte had aan een omkering van de krijgskansen, keurde het plan goed maar verhinderde een succesvolle uitvoering al meteen door de tanks voor de zuidelijke aanval in de richting van Wenen te dirigeren. Overigens zou het gebied waaruit die aanval van start had moeten gaan, al begin februari verloren gaan toen maarschalk Ivan Konev om zijn linkerflank te dekken de middenloop van de Oder overtrok, Breslau omsingelde en oprukte tot aan de Neisse.
Guderian besloot desalniettemin de noordelijke aanval doorgang te laten vinden en concentreerde zeven pantserdivisies bij Stargard in West-Pommeren. Door de slechte verbindingen en het amateurisme van Himmler liep de operatie ernstige vertraging op maar op 15 februari lukte een eerste tegenstoot van tien kilometer die het garnizoen van Arnswalde ontzette. Hierop besloot men door te zetten. De Duitse tanks werden echter al net zo door de modder gehinderd als die van de vijand en het offensief liep reeds na zo'n vijf kilometer vast waarna het op 21 februari afgeblazen werd. De operatie had echter een effect dat in volledige wanverhouding stond tot de geboekte terreinwinst. Het Stavka besloot de aanval op Berlijn uit te stellen en eerst de noordelijke flank veilig te stellen door Pommeren te veroveren en de Oostzeekust te zuiveren. Rond 25 februari spleet men het zuidfront van Heeresgruppe Weichsel en dreef in de maand daarna zonder veel moeite het 3e Pantserleger over de benedenloop van de Oder en het Tweede Leger het mondingsgebied van de Weichsel in. Tienduizenden Duitse troepen vluchtten nu de Frische Nehrung in omgekeerde richting over, oostwaarts naar het omsingelde Koningsbergen trekkend. De laatste honderdduizend daar ingesloten troepen, weer naar het westen de Wislaschoorwal opgevlucht, zouden zich na 8 mei 1945 overgeven.

### Fruehlingserwachen

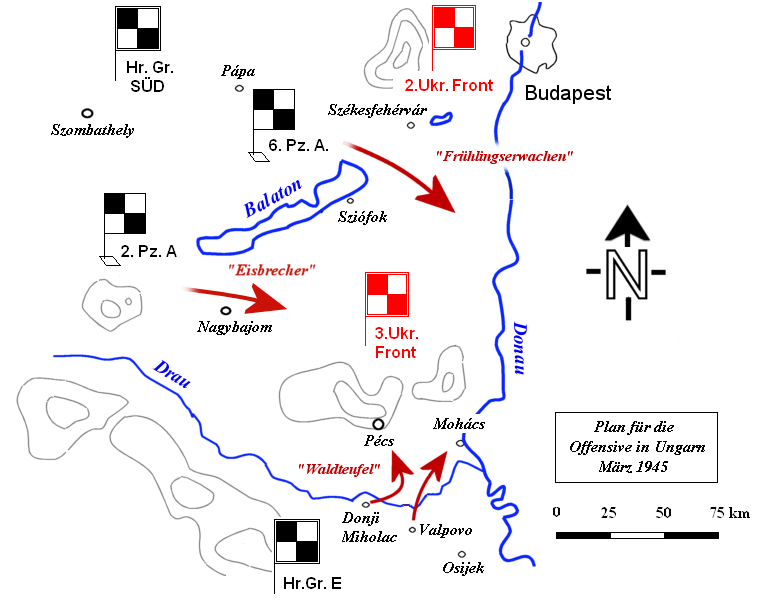
De opzet van Fruehlingserwachen

Hitler besloot op 25 februari het 6e Pantserleger dat van het westelijk front was teruggetrokken in te zetten voor alweer een offensief in Hongarije. De bedoeling van deze Operatie Fruehlingserwachen was om ten noorden van het Balatonmeer door te breken en daarna samen met het 2e Pantserleger (Operatie Eisbrecher) het Donaufront te herstellen door in zuidelijke richting naar de Drava op te rukken en aansluiting te zoeken met Heeresgruppe F (Operatie Waldteufel) die zich geleidelijk uit Griekenland, Albanië en Joegoslavië aan het terugtrekken was. Dit had mede de bedoeling om de dreigende verovering van de laatste belangrijke olievelden, bij Nagykanizsa in het zuidwesten van Hongarije, af te wenden.

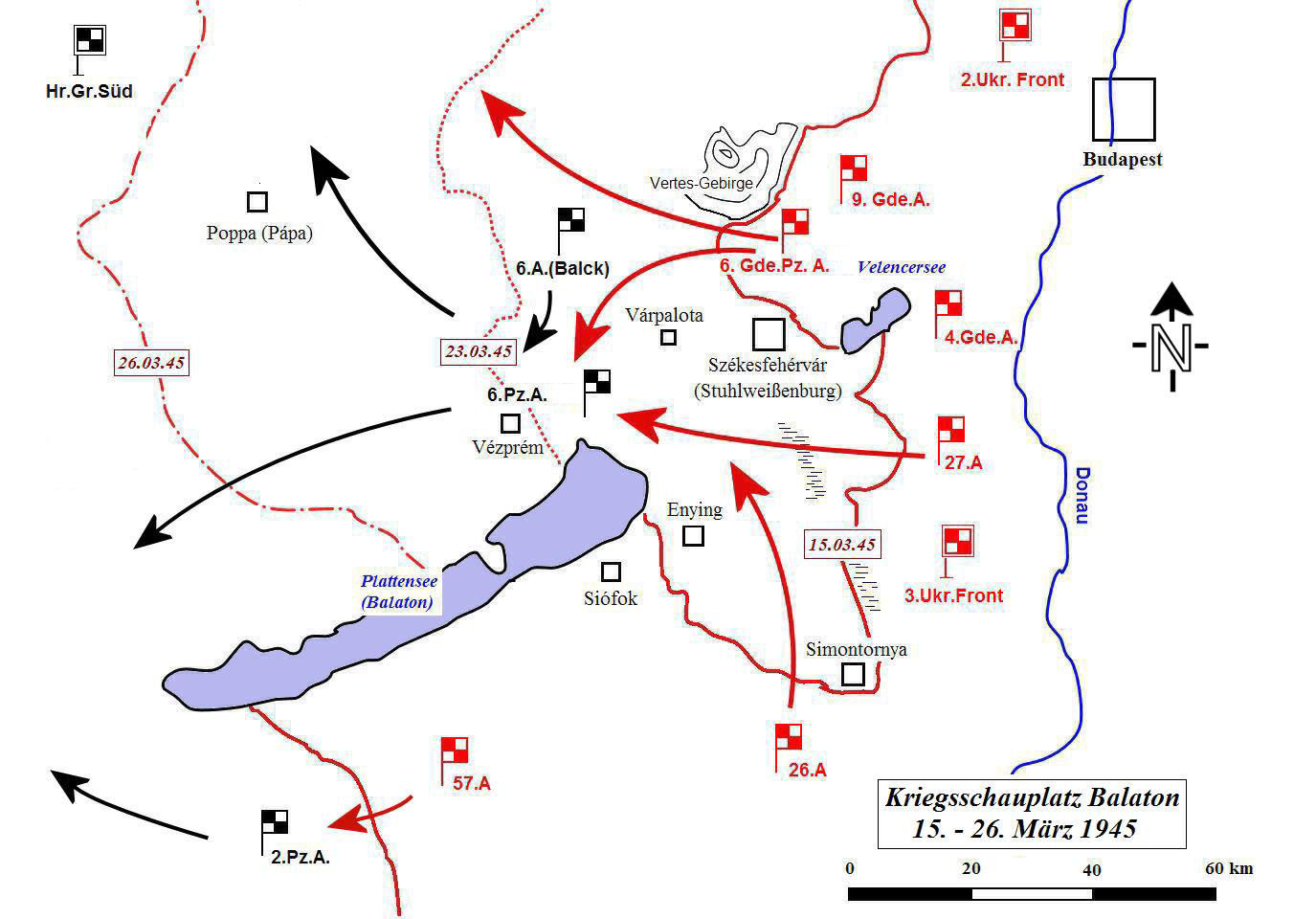
En wat er echt gebeurde

Op 5 maart nam Heeresgruppe F van het zuiden uit enkele bruggehoofden over de Drava. Op 6 maart begon de noordelijke aanval. Eerst maakte men door dooi weinig voortgang in de modder maar op 7 en 8 maart rukten de tanks een dertigtal kilometers op. Tegen 12 maart begon het offensief vast te lopen en op 13 maart lanceerde het 3e Oekraïense Front effectieve flankaanvallen. Die ontwikkelden zich op 16 maart tot een vol tegenoffensief dat het 6e Leger, dat de saillant ten noorden van het meer hield, dreigde te omsingelen, welk leger zich nu met moeite naar het westen terugtrok. Het 2e Pantserleger begon op 24 maart op te rukken ten zuiden van het Balatonmeer maar die opmars werd al snel futiel omdat het Duitse front ten noorden van het meer na 25 maart geheel instortte. Er viel een gat tussen het 6e Leger en het noordelijker 6e Pantserleger waarna beide legers zich honderd kilometer moesten terugtrekken tot de oude Oostenrijkse grens. Het moreel in beide legers begaf het en er waren massale deserties.
Via het gat rukte het Rode Leger aan beide zijden van de Donau op naar het noordwesten en veroverde Bratislava. In Wenen begonnen lokale militairen gewapende verzetsgroepen te vormen tegen het naziregime. De vroegere Oostenrijkse politicus Karl Renner lukte het contact te leggen met Stalin en bood aan een rol te spelen bij de heroprichting van de Oostenrijkse staat. Op 4 april omsingelden Sovjettroepen de hele zuidzijde van Wenen en drongen, met verzetsstrijders als gidsen, de westelijke wijken van de stad binnen zonder op veel weerstand te stuiten. De plaatselijke bevolking ruimde barricades en overtuigde duizenden eigen soldaten de wapens neer te leggen. De SS-troepen probeerden nog zoveel mogelijk het gasnet te verwoesten en vermoordden arbeiders die dat trachtten te verhinderen. De achterdochtige Sovjetsoldaten zuiverden de stad maar langzaam en aan beide zijden kwam het tot massale plunderingen waarbij burgers elkaar zelfs doodden in gevechten om de voedselvoorraden. Tegen de middag van 13 april was ook het meest hardnekkige verzet van de Waffen-SS gebroken. Op 27 april riep Renner een onafhankelijk Oostenrijk uit en vormde op 29 april een provisorische regering.
Na de val van Wenen drong het Rode Leger in het gebied van de Donau en de Alpen niet meer sterk in westelijke richting op. Zuidelijker brachten de partizanen van Tito een contact tot stand met de geallieerde troepen in Italië zodat het Oostfront en het zuidelijk front samenvloeiden.

### Slag om Berlijn
Eind maart 1945 stortte het Duitse westelijk front ineen en de westelijke geallieerden rukten snel naar het oosten op, zonder nog op veel weerstand te stuiten. Hun opperbevelhebber Dwight D. Eisenhower stelde op 31 maart voor dat het Rode Leger een opmars in westelijke richting door Saksen zou uitvoeren om zijn strijdkrachten bij Leipzig te ontmoeten. Al op 1 april ging Stalin hiermee akkoord, voorwendend pas in de tweede helft van mei met een offensief tegen Berlijn te zullen gaan beginnen. De Duitse propaganda was hun nederlaag in het westen al gaan verklaren als deel van een overeenkomst om zoveel mogelijk Duitse burgers onder voorlopig westelijk bestuur te laten vallen. Hierdoor achterdochtig geworden beval Stalin om zo snel als mogelijk was troepen van de Oostzeekust in de richting van Berlijn te laten oprukken en te voorkomen dat de verovering van die stad voor zijn neus zou worden weggekaapt.
Hitler voorzag dit en beval achter de Oder een tweede verdedigingslinie in te richten en daarna een derde, de "Wodanlinie". Hij meende echter dat het vijandelijke hoofdoffensief tegen Bohemen gericht zou zijn. Hij stuurde pantsertroepen naar Praag en Wenen, Heeresgruppe Weichsel van de helft van zijn tanks berovend. In de eerste twee weken van april trok het Rode Leger tweeënhalf miljoen man, 6250 tanks en 41 600 stukken geschut voor Berlijn samen. Het plan was een gigantische tangbeweging uit te voeren, om de stad heen. De Duitsers stonden tegenover een vijfvoudige overmacht en hadden grote tekorten aan brandstof, munitie en reserveonderdelen. Hun enige voordeel was dat het talrijke luchtafweergeschut uit Berlijn was verwijderd en nu als antitankgeschut werd ingezet.
Op 11 april bereikten de Amerikanen Maagdenburg. Op 14 april deed het Rode leger een eerste mislukte poging, als uitvoering van de noordelijke aanvalsas, door te breken op de Hoogten van Seelow. Op 16 april ging het offensief vol van start. De gelijktijdige inzet van drie legers leidde echter tot een overconcentratie. De infanteriemassa's blokkeerden elkaar en liepen vast. Een direct volgende golf zware tanks verergerde de situatie slechts. Ze werden voor een groot deel door het luchtafweergeschut vernietigd. Ook op de 17e en 18e kwam het niet tot een beslissende doorbraak. De zuidelijke aanvalsas echter was veel succesvoller. Na wat moeilijkheden wist men op 20 april uit te breken. Op 25 april verenigde men zich ten westen van Berlijn met de noordelijke groep zodat de stad omsingeld was. Tussenliggende Duitse troepen slaagden er grotendeels niet in op de stad terug te vallen. Het stadsgarnizoen was te zwak voor een langdurige weerstand. Nadat Hitler op 30 april te horen had gekregen dat ontzettingspogingen door de zwakke reserves alle waren mislukt, pleegde hij zelfmoord. De Amerikanen hadden al op 25 april met het Rode Leger contact gemaakt bij Torgau. Op 2 mei hees sergeant Meliton Kantaria van het Rode Leger de Sovjetvlag op het dak van de Duitse Rijksdag.

### Capitulatie

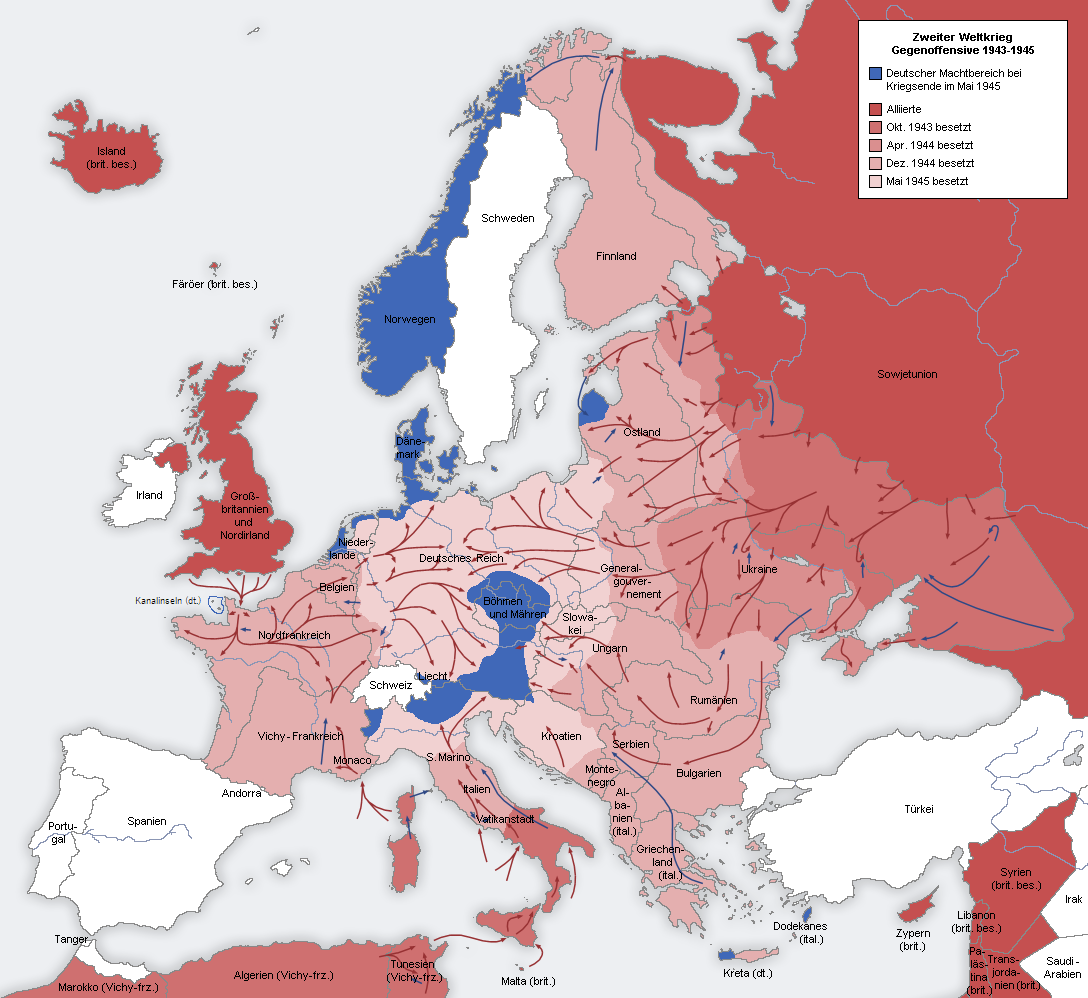
Oorlogsverloop 1943-1945

Op 7 mei 1945 capituleerde Alfred Jodl te Reims met alle Duitse troepen, zowel van het westelijk als het oostelijk front. De capitulatie zou op 8 mei, 23:01, ingaan. Nog voor dat tijdstip ondertekende Wilhelm Keitel in Berlijn nog eens apart een capitulatiedocument. Op het moment van ingaan was het in Moskou al 9 mei en die datum zou later in de Sovjet-Unie en Rusland worden gevierd.
De capitulatie betrof aan het Oostfront zo'n anderhalf miljoen man. Troepen die daartoe in staat waren, gaven zich meestal niet over maar vluchtten naar het westen toe. In Koerland en op Bornholm zouden belangrijke eenheden zich pas later overgeven. Heeresgruppe Mitte in Bohemen deed een wat grotere vluchtpoging en gevechten met het Tsjechische verzet duurden in Praag tot 11 mei.

## Steun van de Westelijke geallieerden
Het oorlogsverloop op andere fronten had zijn invloed op het Oostfront. Eerst was het effect slechts gering. In 1941 kon het Britse Gemenebest maar een beperkte materiële steun bieden en slechts een gering aantal Duitse divisies vocht in Noord-Afrika. In 1942 echter werd de bijstand omvangrijker, ook door het gaan deelnemen van de Verenigde Staten van Amerika aan de oorlog. De belangrijkste factor in die jaren was dat Duitsland een grote productie van onderzeeboten in gang zette om Engeland uit te hongeren, wat de groei van de fabricage van tanks ernstig afremde. Men zou meer geld uitgeven aan marinevaartuigen dan aan pantservoertuigen.
De bestrijding van Duitse onderzeeboten werd vanaf mei 1943 veel effectiever, waardoor konvooien uit Amerika en Canada nu op grotere schaal de Britse- en de Sovjetbondgenoten konden bevoorraden, vooral met vrachtwagens en strategische grondstoffen. Duitslands eigen grondgebied kreeg nu steeds zwaarder te lijden onder bombardementen van de westelijke geallieerden, die betrekkelijk weinig militaire schade aanrichtten, maar wel honderdduizenden burgers het leven kostten en hele steden verwoestten. Er moest dus ook veel geïnvesteerd worden in de luchtverdediging. De Duitsers werden zo gedwongen hun krachten te verdelen, terwijl de Russische, Arabische en Roemeense olievelden verder uit het gezichtsveld raakten, dan wel verloren gingen. In de zomer van 1943 landden de geallieerden in Italië, wat op veel meer Duitse troepen beslag legde dan ooit in Noord-Afrika waren ingezet.
In 1944 werd de dreiging van een tweede front belangrijk. Het dwong Duitsland alle reserves die men kon vrijmaken naar Frankrijk te sturen. Het Oostfront bleek steeds net te weinig te krijgen. Toen op 6 juni 1944 (D-day) het reeds lang beloofde tweede front inderdaad werd geopend, trok dat een groot deel van de Duitse troepenmacht naar het westen. Het verlies van Frankrijk maakte het onmogelijk het Duitse luchtruim adequaat te verdedigen en de oorlogsindustrie begon nu in te storten. Uiteindelijk maakte dat alles een effectieve opmars van het Rode Leger onvermijdelijk hoewel het vrijwel tot het einde toe altijd veel zwaardere verliezen leed dan het Duitse.
Naast de Westelijke geallieerden moest Nazi-Duitsland bovendien nog strijden tegen Poolse, Joegoslavische, Griekse en Italiaanse partizanen.
De tweede grootste ontvanger van Amerikaanse hulp was de Sovjet-Unie van 11 miljard dollar. Roosevelt stond aanvankelijk afkerig tegenover steun aan het communistische land en het duurde tot oktober 1941, verschillende maanden na de Duitse inval in Rusland, voor hij de eerste hulp toestond. Dit gebeurde aanvankelijk over zee via de Noordelijke Atlantische Oceaan. Daar kwamen later de Noordoostelijke Doorvaart, de haven van Vladivostok, via Basra door Iran en via de Alsib, de vliegroute van Alaska via Oeëlkal naar Krasnojarsk  waar een groot aantal fabrieken uit het westen van de Sovjet-Unie was verplaatst. De hulp bestond onder andere uit voedsel, 13 miljoen paar legerlaarzen, spam en, zeer belangrijk, locomotieven, legervrachtwagens, wapens en munitie, werktuigen, grondstoffen (metalen) en geraffineerde olie. De Amerikaanse hulp was beperkt ten opzichte van de Sovjetproductie van militair materieel, maar ze liet aan de Sovjet-Unie toe haar productie te concentreren op bepaalde takken. De offensieven van het Rode Leger werden veel effectiever dankzij de hulp van de Amerikanen en Britten, die ook veel tanks en voertuigen leverden aan Stalin.

## Resultaten
Wat begon als een onderneming om Lebensraum voor het Duitse volk te verkrijgen, eindigde in een totale vernietiging van grote delen van Oost-Europa.
De prijs voor de Sovjet-Unie was extreem hoog: zij verloor in de Tweede Wereldoorlog 21 tot 26,5 miljoen mensen, waaronder 12 tot 15 miljoen burgers — alleen al in het belegerde Leningrad meer dan negenhonderdduizend gedode burgers. Minstens acht, misschien tien miljoen, Sovjetsoldaten sneuvelden, ongeveer de helft van alle militaire verliezen in de hele oorlog. De Wehrmacht verloor meer dan drie miljoen man aan gesneuvelden en aan Duitse zijde waren er anderhalf miljoen burgerdoden door oorlogshandelingen aan het Oostfront. Van de twee tot drie miljoen Duitse krijgsgevangenen zou een half miljoen niet naar het vaderland terugkeren. De opmars van het Rode Leger ging gepaard met het opzettelijk deporteren en ombrengen van meer dan een miljoen Duitse burgers. Daarnaast vonden ook massale verkrachtingen van vrouwen plaats.
Bij deze aantallen zijn de militaire verliezen en burgerdoden bij andere Oost-Europese landen niet meegerekend. Duizenden Polen, Oekraïners, Esten, Letten en Russische burgers die aan de verkeerde kant van het front hadden gevochten of hadden gecollaboreerd werden terechtgesteld of naar de kampen gezonden.
Meer dan 80% van alle Duitse verliezen in de Tweede Wereldoorlog is geleden aan het Oostfront. Aan het Oostfront bevond zich grofweg driekwart van de Duitse fronttroepen (hoewel slechts een minderheid van de totale Wehrmacht die ook de Kriegsmarine, Luftwaffe, luchtafweer, opleiding en bezettingstroepen omvatte) en het is ook in Rusland dat zij de oorlog verloren. Toen in 1944 de geallieerden in Frankrijk landden, was de strijd al voor een groot deel gestreden. Het Oostfront bleek het beslissende strijdtoneel van de gehele oorlog, met als consequentie dat Europa in twee blokken werd verdeeld, met tot het eind van de Koude Oorlog een communistisch Oostblok.